# Homard
Homarus
Genre
Les homards (Homarus) forment un genre de crustacés décapodes vivant dans la mer. Ce genre comprend deux espèces :
- le homard européen (ou homard capverdienne, appelé en France homard breton) — Homarus gammarus (Linnaeus, 1758) ;
- le homard américain (appelé aussi homard canadien) — Homarus americanus (H. Milne Edwards, 1837).

## Présentation
Le homard se distingue de la langouste par la présence de pinces imposantes et par une carapace moins épineuse. Les écrevisses ont une morphologie semblable à celle des homards, mais sont plus petites et vivent exclusivement en eau douce.

## Étymologie
Le mot homard vient du normand hoummar (prononcé \Xumar\ - rhoumar) et du vieux norrois hummarr.

## Classification
Le homard est un crustacé décapode. La notion de crustacé fait en partie référence à un animal muni d’une carapace dure. Décapode est l'adjectif signifiant dix pieds, c'est un être vivant à dix pattes, pinces incluses (une pince pour couper, une pince pour broyer).
Le nom valide complet (avec auteur) de ce taxon est Homarus Weber, 1795.
Liste des espèces actuelles et fossiles selon World Register of Marine Species (14 juin 2024) :
- Homarus americanus (H. Milne Edwards, 1837) — homard américain (appelé aussi homard canadien).
- † Homarus brittonestris Stenzel, 1945
- † Homarus fami Garassino, Pasini & Nyborg in Garassino, Pasini, Nyborg & Haggart, 2021
- Homarus gammarus (Linnaeus, 1758) — homard européen (appelé en France homard breton) ;
- † Homarus hungaricus Tshudy, Hyžný, Dulai & Jagt, 2018
- † Homarus lehmanni Haas, 1889
- † Homarus mickelsoni (Bishop, 1985)
- † Homarus morrisi Quayle, 1987
- † Homarus neptunianus Polkowsky, 2004
- † Homarus senonensis Forir, 1887
- † Homarus travisensis Stenzel, 1945

(l'obèle † désigne une espèce éteinte)

## Histoire et culture

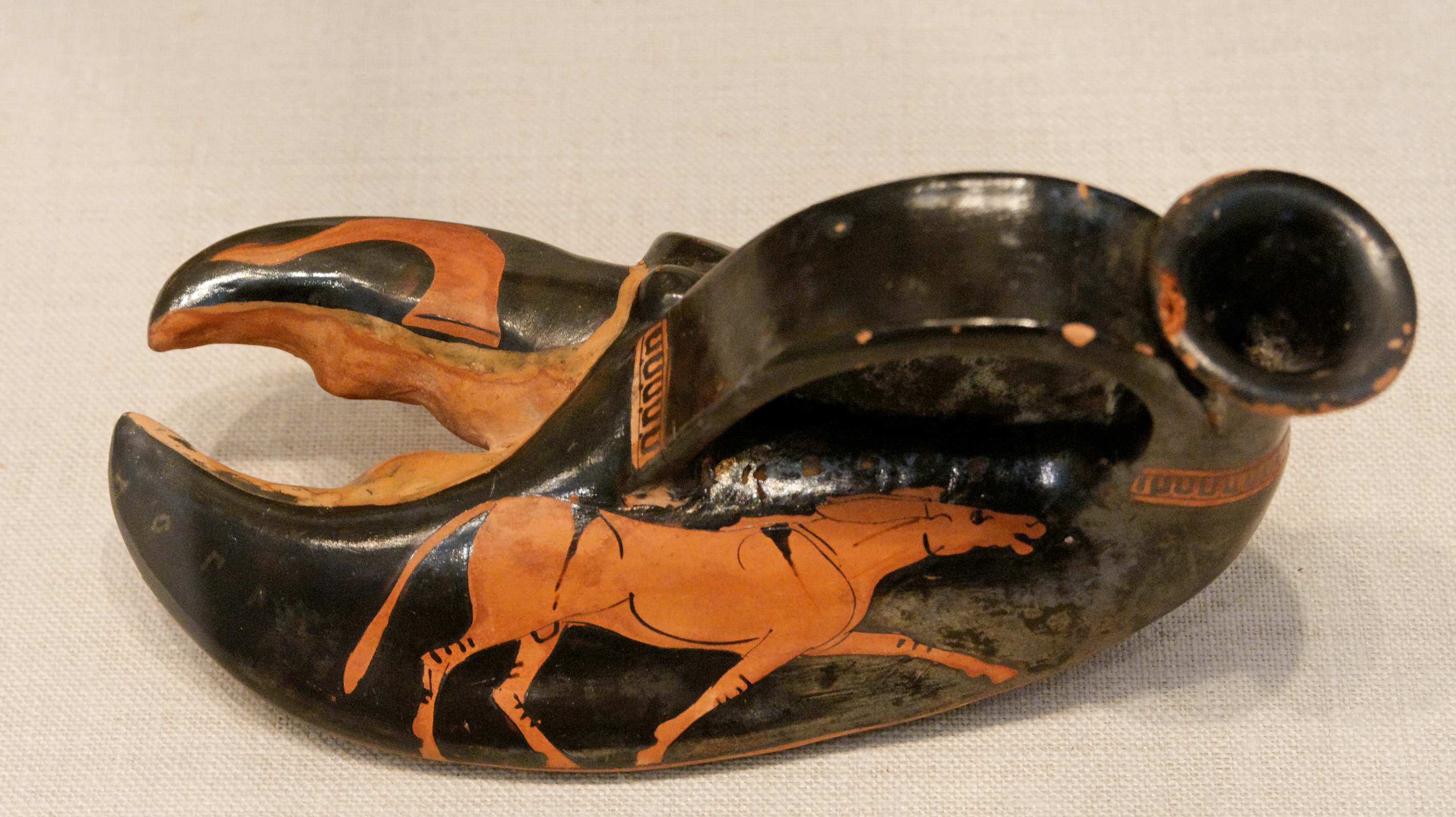
Vase en terre cuite en forme de pince de homard de la Grèce antique, vers 460 av. J.-C., du Metropolitan Museum of Art de New York.

Apparu au Crétacé, il y a environ 100 millions d'années, ce fruit de mer est consommé sur les côtes littorales depuis l'Antiquité. Aristote lui consacre d'excellentes descriptions au livre IV de son Histoire des Animaux de 343 av. J.-C. (alimentation en Grèce antique).   
Il était utilisé dans la médecine traditionnelle du Moyen Âge et de la Renaissance (médecine médiévale dans l'Occident chrétien). Torréfié et réduit en poudre puis dissous dans du vin, il servait à traiter diverses maladies urinaires et comme purge des calculs rénaux. Sa chair était considérée comme diurétique (cuite en bouillon). Son gastrolithe (une masse riche en calcium qu'on trouve dans l'estomac des homards se préparant à muer) était utilisé pour traiter les inflammations oculaires et comme remède contre les maux d'estomac et l'épilepsie.

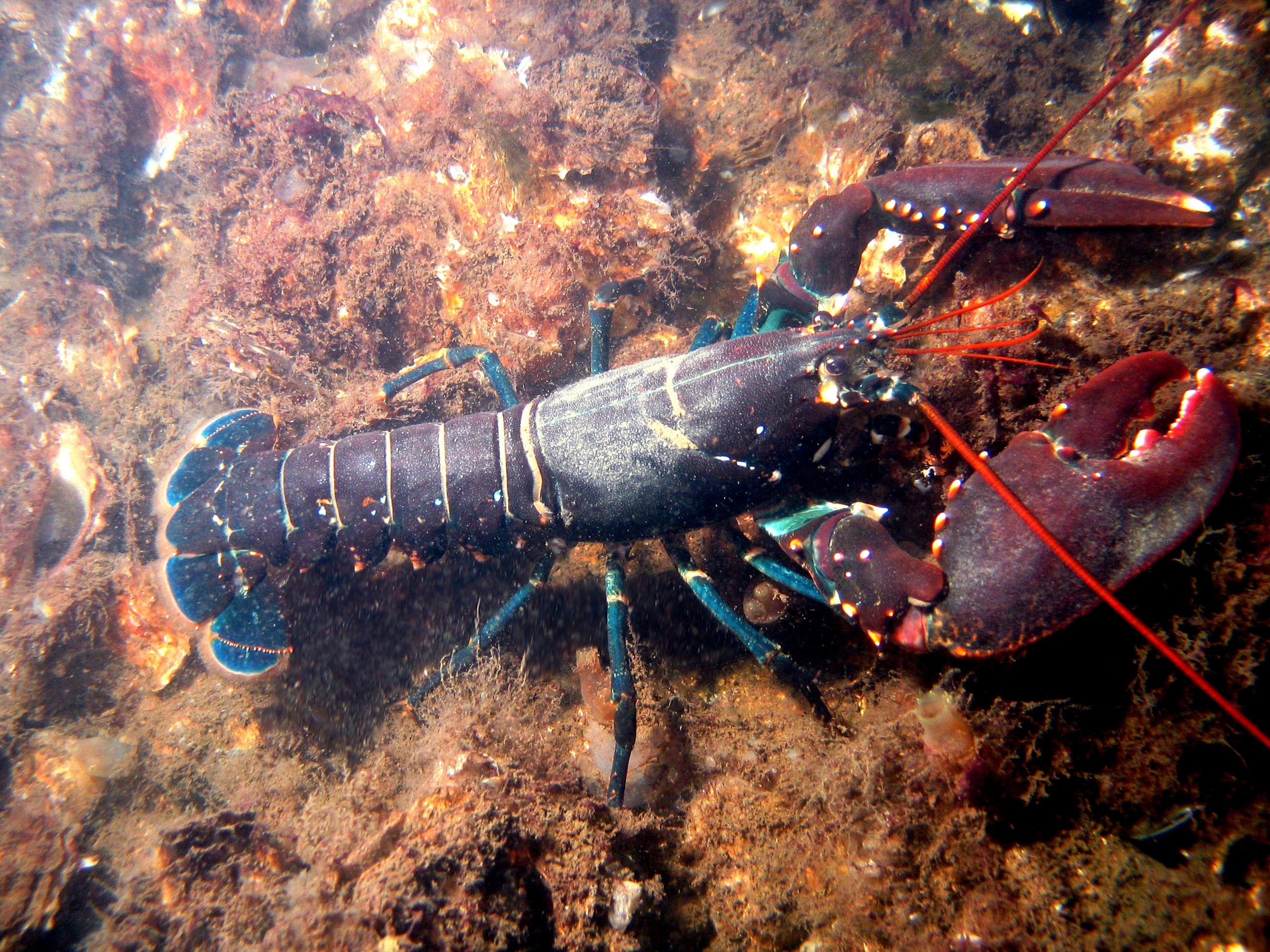
Homard européen (Homarus gammarus)

Sa carapace ou celle d'autres crustacés semble avoir inspiré certaines armures. Vers 1630, un nouveau casque turc, le casque à queue de homard, ou « zischägge », a ainsi été utilisé en Europe de l'Est. Il se caractérisait par des plaques d'acier se chevauchant sur le cou, évoquant une queue de homard, qui fournissaient à la fois protection et aération. La partie frontale était aussi dotée d’une barrette nasale réglable, qui évoque l'épine frontale du homard. Les révolutionnaires américains appelaient avec moquerie les soldats britanniques « lobsterbacks », à cause de leur uniforme rouge.

## Répartition
Les homards affectionnent les mers froides, au contraire de la langouste, dont l'aire de répartition s'étend plus loin au sud.
L'aire de répartition du homard est très large, sur la quasi-totalité des côtes nord-atlantiques, du côté européen comme du côté américain.
Le homard vit du bas de la zone infra-littorale (à la limite des zones découvertes aux grandes marées, sous les rochers où il peut creuser des terriers), jusqu'à environ 50, voire 60 mètres de profondeur.

## Reproduction

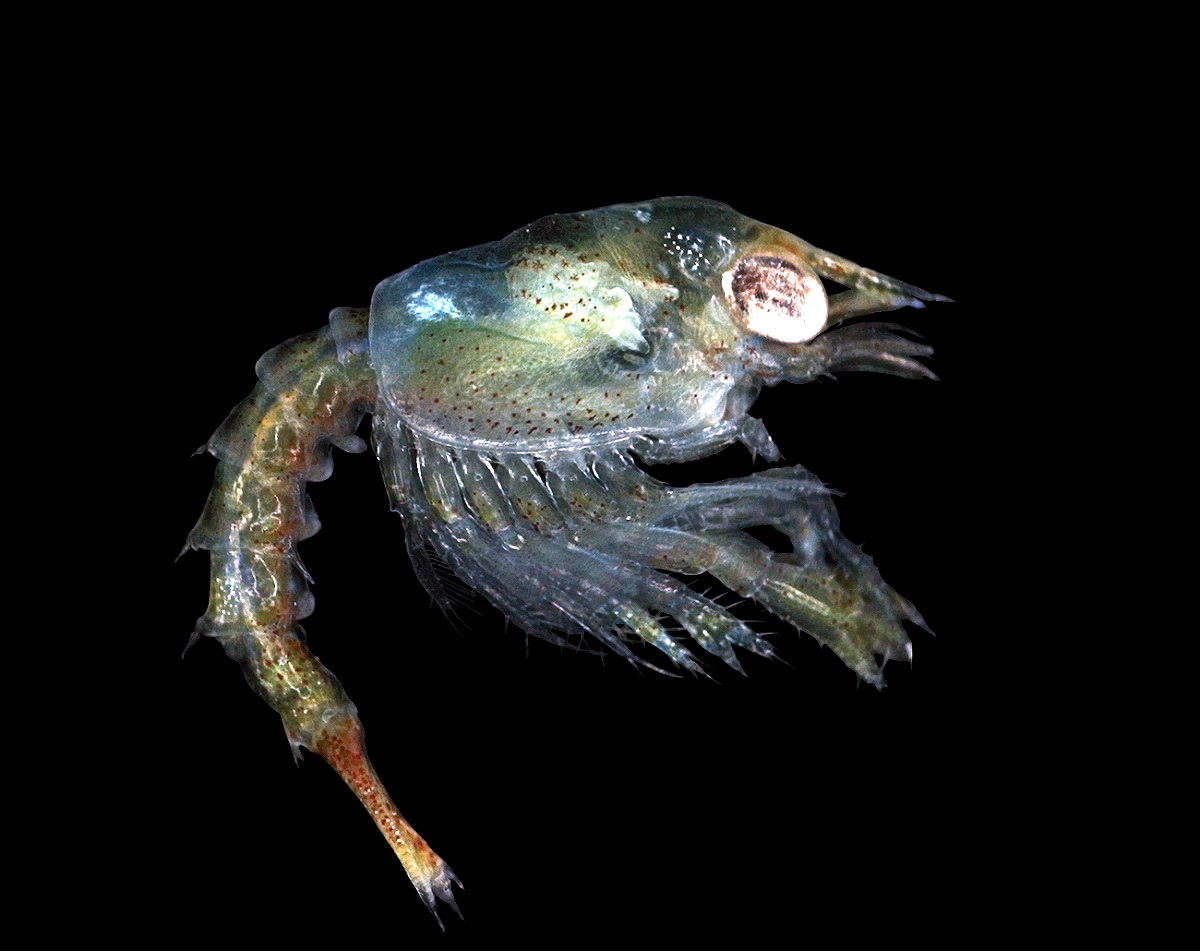
Larve de Homarus gammarus.

Une femelle pond jusqu'à 100 000 œufs au cours de sa vie (soit jusqu'à une cinquantaine d'années pour les spécimens les plus âgés), en plusieurs portées, qu'elle porte pendant plusieurs mois sous son abdomen jusqu’à leur éclosion. Mais de nombreuses femelles sont pêchées jeunes, alors qu'elles n'ont vécu qu'un dixième de leur espérance de vie, et n'ont pas encore pondu beaucoup d’œufs.

## Croissance

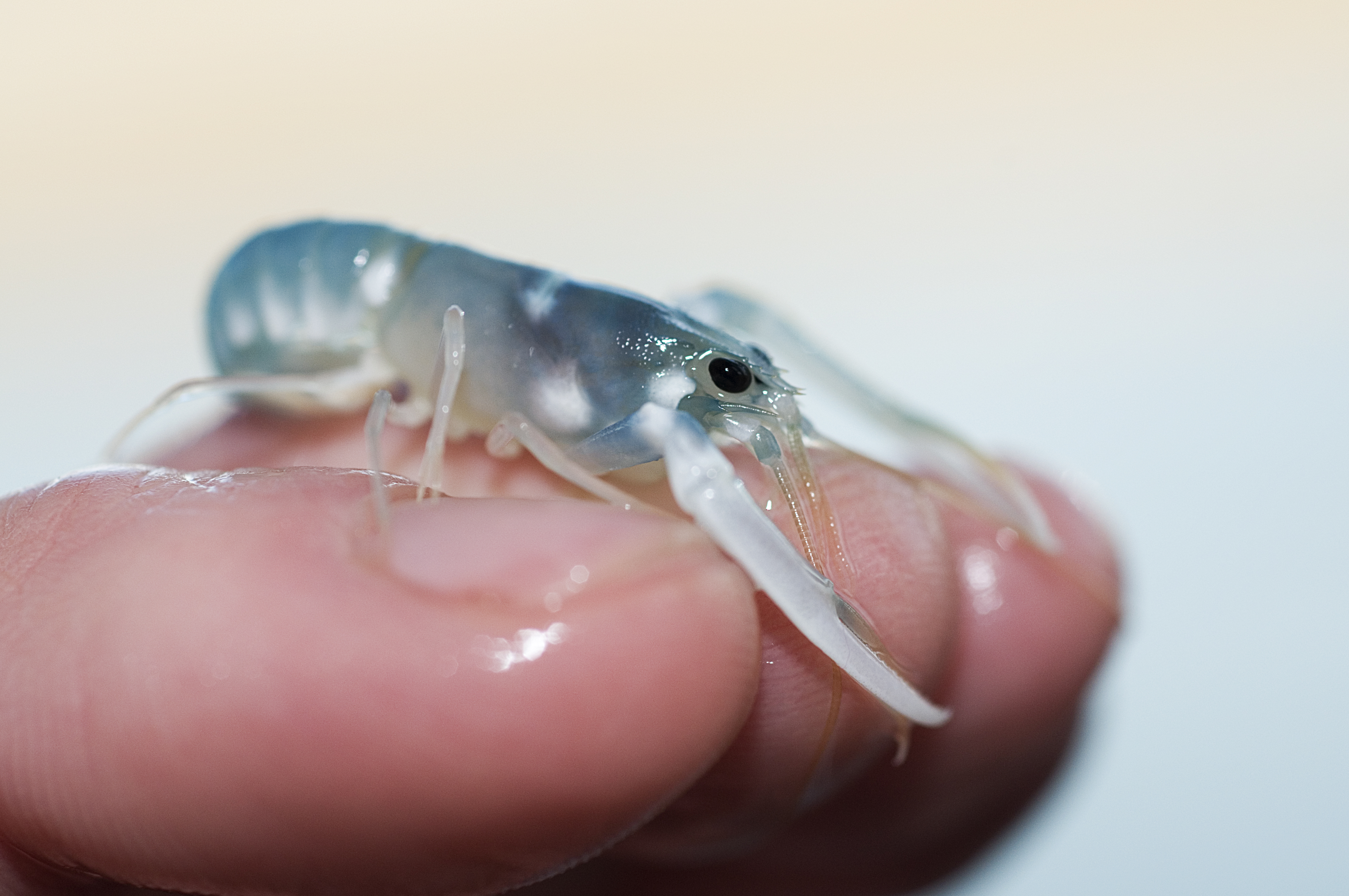
Homard européen juvénile.

La larve mesure quelques millimètres. Elle mène une vie planctonique au début de son existence, où elle est la proie de nombreux animaux marins, puis elle subit une mue de métamorphose et se pose sur le fond marin (vie benthique). Le homard juvénile subit une vingtaine de mues de croissance avant d'atteindre, vers l'âge de quatre ou cinq ans, l'âge adulte.
Après avoir atteint la maturité sexuelle, le homard, qui est, comme la plupart des crustacés, une espèce à croissance indéterminée, continue de muer régulièrement, en général une fois par an ou tous les deux ans, voire moins souvent pour les plus gros, le nombre de mues diminuant avec la taille et l'âge. Il peut mesurer 50 cm, peser 4 kg, et vivre une quarantaine d'années. Le plus gros homard jamais recensé en 2013[pas clair] aurait été capturé en Nouvelle-Écosse au Canada en 1977 et pesait près de 20 kg pour une taille d'un peu plus d'un mètre.

## Espérance de vie

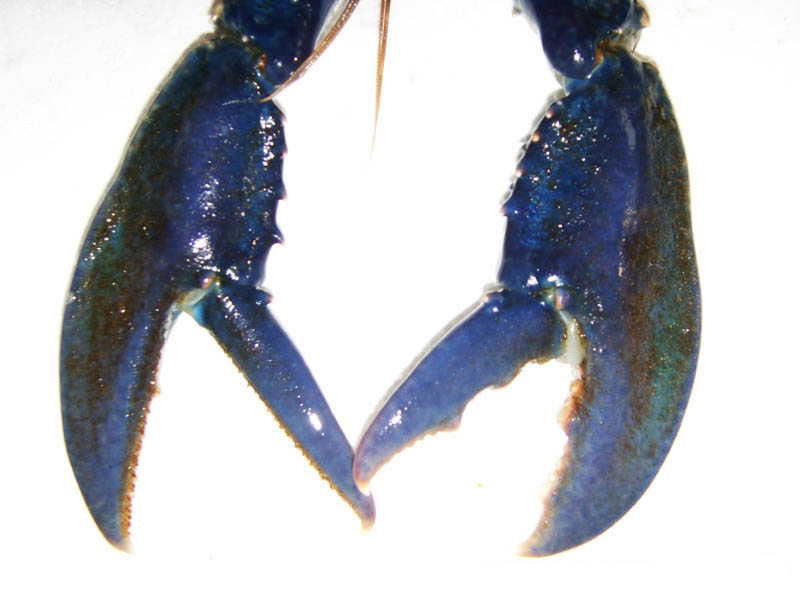
Pinces de Homarus gammarus : une pince pour couper (à gauche) et une pince pour broyer (à droite).

Au cours de sa vie, le homard ne présente que tardivement des signes de vieillissement : un homard âgé reste aussi vigoureux qu'un jeune, et il continue de se reproduire tout au long de son existence. Une explication a été attribuée en 1993 à une enzyme appelée la télomérase, qui maintient les télomères de chacun des chromosomes compris dans la totalité des cellules de son organisme. Ainsi entretenus, les télomères ne s'usent pas d'une division cellulaire à une autre. Mais il ne s'agissait que d'une hypothèse, contestée par un neuroéthologiste des invertébrés car sans lien avec des observations scientifiques,.

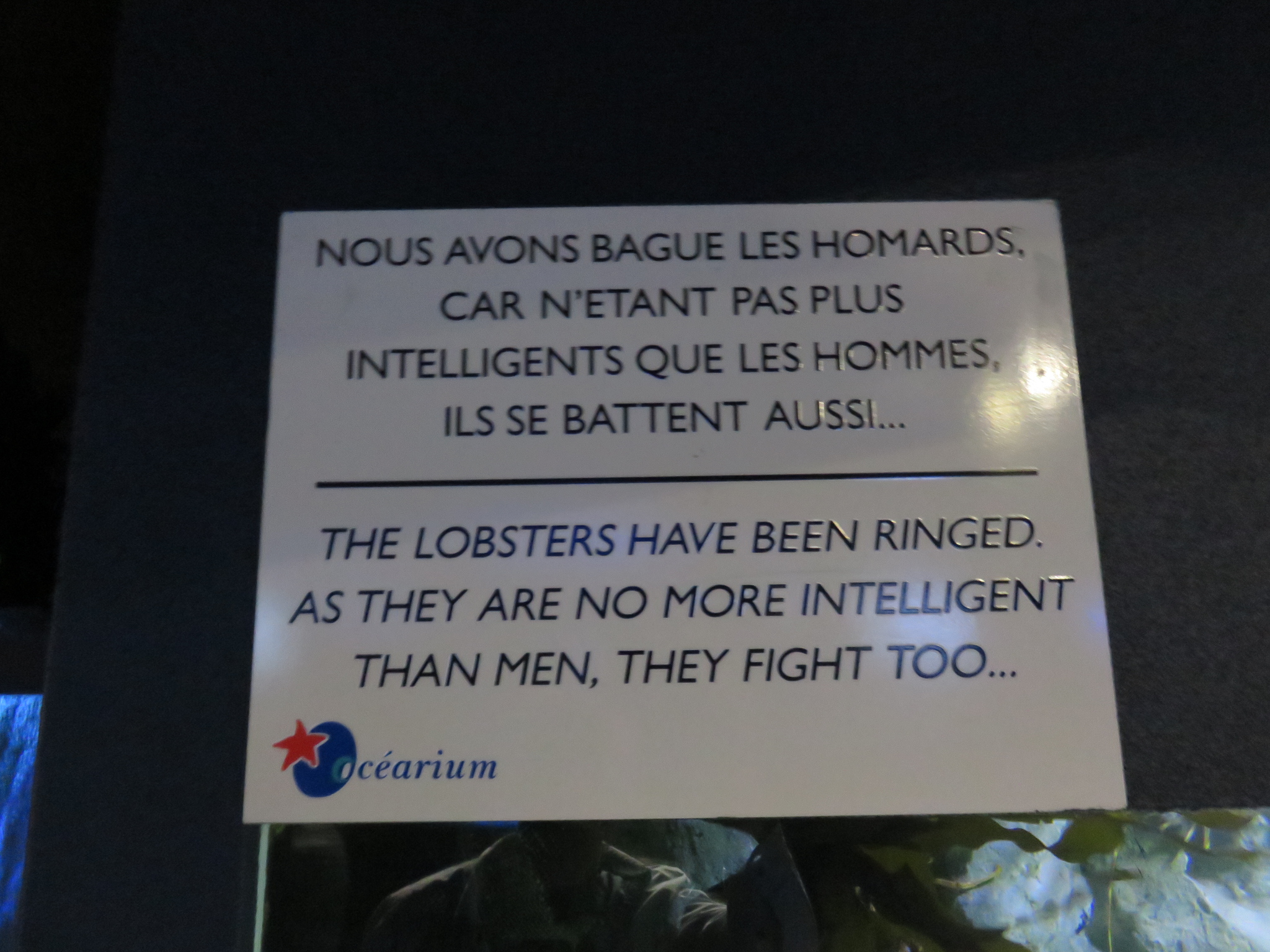
Bagage de protection des homards de l'océarium du Croisic en Loire-Atlantique.

Cela ne signifie pas que les homards soient immortels. Leur mortalité naturelle est estimée être comprise entre 10 % et 15 % par an hors zooties pour les homards américains, dans les conditions les plus favorables. Au bout d'un moment, le homard est trop gros pour continuer à grandir : il n'a plus l'énergie nécessaire pour commencer une nouvelle mue. L'usure de la carapace et les maladies qui y sont liées ont alors raison de lui. Le homard européen peut atteindre l'âge de 50 ans.

## État des populations, pressions, menaces
Les homards ont connu une forte raréfaction dans une grande partie de leur aire de répartition naturelle et potentielle, notamment dans l'hémisphère nord dans l'après-guerre. Depuis la fin des années 1980, les populations nord-américaines se sont fortement rétablies.

## Causes de régression

### Surpêche
La surpêche est la première cause historique de la régression des homards.

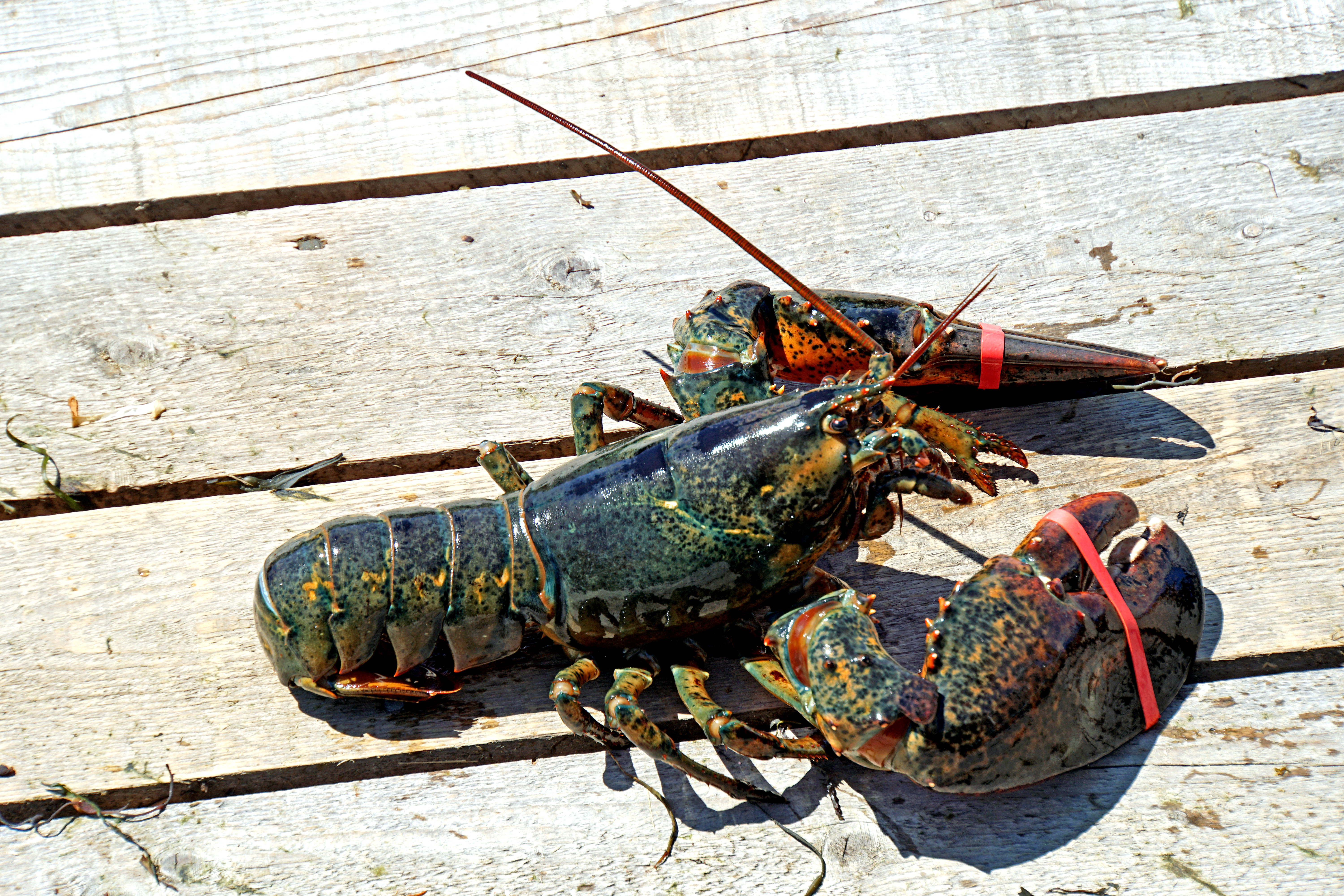

On ne dispose pas de données permettant d'évaluer la densité de la population de homards en Europe depuis le Moyen Âge ou la préhistoire, mais, sur la côte atlantique nord des États-Unis, le homard était encore si commun aux XVIIe et XVIIIe siècles qu'il était considéré comme une nourriture de pauvres. Selon les chroniqueurs de l'époque, c'était même un aliment qu’on offrait gratuitement aux veuves, aux orphelins, aux fonctionnaires et aux prisonniers. Il arrivait qu'on le prenne en si grande quantité à la pêche ou après des tempêtes (échoué sur le rivage) qu'on ne lui trouvait d'autre usage que d'en faire de l'engrais pour les champs et les jardins. Le Massachusetts a même voté une loi interdisant d’en servir plus de deux fois par semaine — manger du homard presque tous les jours de la semaine (comme du saumon, d'ailleurs) était alors considéré comme un châtiment inutilement cruel (généralement infligé aux prisonniers, aux esclaves et aux domestiques). Le homard, plus vite encore aux États-Unis qu'en Europe et dès le XIXe siècle, s'est alors raréfié. On a commencé à manger les petits homards à peine matures, les grands individus ayant presque disparu et il est devenu — comme en Europe — un aliment rare et cher, en particulier aux périodes de forte demande.

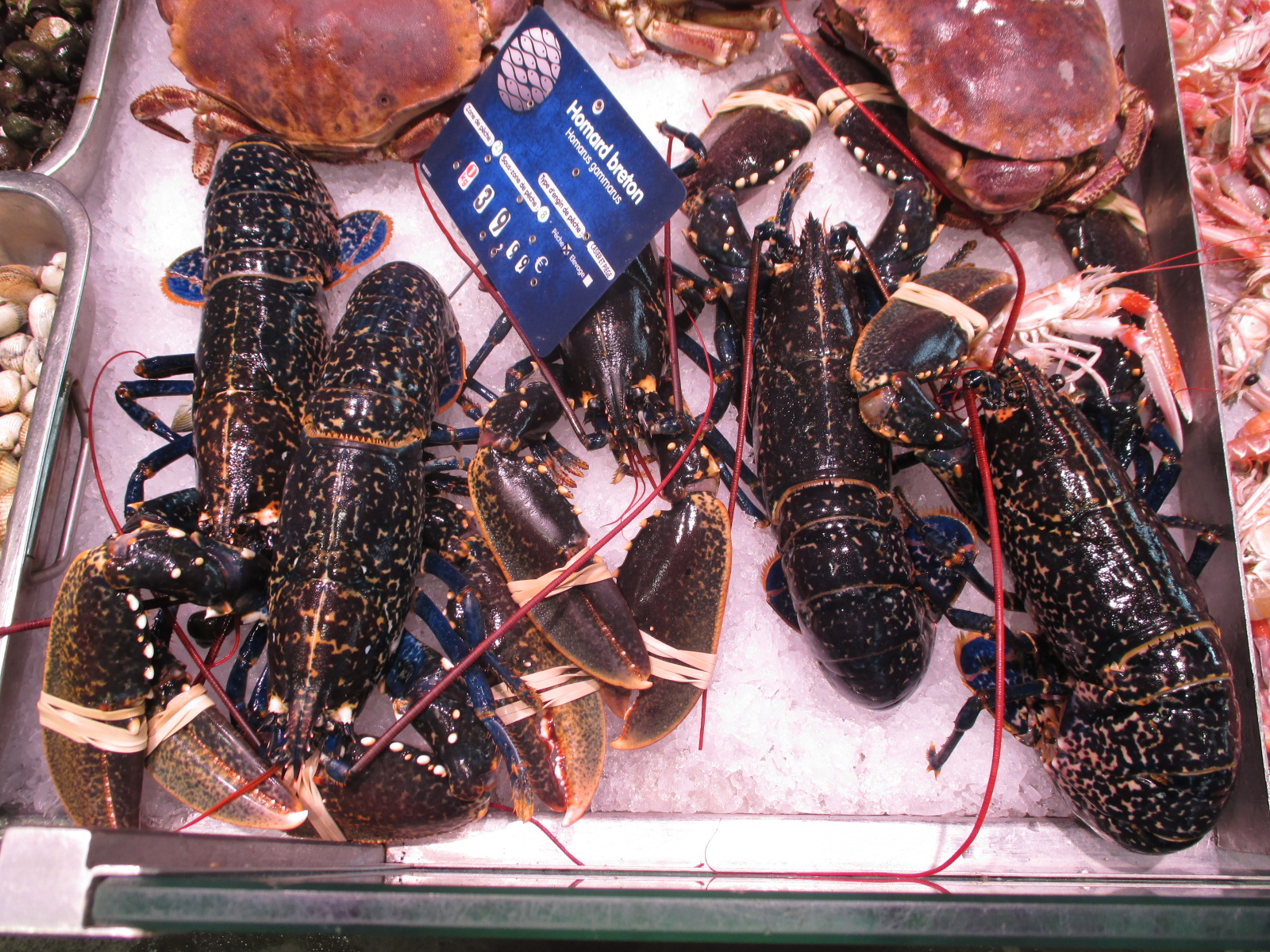
Homard breton.

La pêche au homard s'est mécanisée dans la seconde moitié du XXe siècle et est devenue dans certains endroits une industrie, avec des tentatives de pisciculture[évasif]. L'élevage conservatoire à des fins de réintroduction dans la nature a également été envisagé[évasif].

### Pollution
La pollution marine et l'eutrophisation des eaux (qui peuvent exacerber les phénomènes d'anoxie et de zone morte en mer) sont probablement d'autres facteurs explicatifs d'une régression générale et d'épisodes locaux de surmortalité. Par exemple, alors que la zone estuarienne tempérée située à l'ouest de Long Island Sound était jusqu'en 1999 très productive en homards (Homarus americanus), une mortalité considérable y a été constatée (à partir de la fin de l'été 1999). En octobre 1999, une étude s’est penchée sur ce phénomène. Elle a mesuré les taux d'oxygène dissous, de sulfure d'hydrogène et d'ammoniac à 10 cm du fond en août, septembre et novembre 2000. Des sédiments noirs ont été observés juste sous l'interface sédiment-eau sur une grande partie de la zone en 1999 et 2000, qui évoquent des phénomènes d'anoxie du sédiment propices au dégagement de méthane et de sulfures, lesquels étaient effectivement détectés dans les 10 cm de la couche d'eau en contact avec le sédiment. La décomposition anaérobie de sédiments riches en matière organique en période chaude et au début de l'automne correspond à la date du début de l'épisode de mortalité (1999). Ces facteurs de stress pourraient avoir affecté l'immunité des homards, qui seraient alors devenus plus vulnérables à des pathogènes mortels.
Des teneurs élevées en métaux lourds ou en métalloïdes sont relevées dans les homards vivant dans des zones polluées par les panaches de rejets d'usines métallurgiques, par exemple, et le homard peut bioaccumuler certains de ces contaminants, plus ou moins selon la saison et le sexe de l'animal. Une famille de protéines, les métallothionéines, joue un rôle majeur dans la captation des métaux toxiques et leur excrétion ou inertage dans l'organisme (dans la coquille notamment).
Le homard stocke une partie de ces métaux dans sa carapace. Comme chez d'autres crustacés, les mues successives contribueraient alors à la détoxification de l'animal. Une étude sur le homard américain a montré que les teneurs en métaux les plus élevées sont mesurées dans les tissus hépato-pancréatiques (sans surprise, puisque le foie est l'un des principaux organes de détoxication). Mais les plus fortes charges en manganèse, nickel et plomb sont retrouvées dans la carapace.
Les teneurs en ces contaminants reflètent globalement la pollution des sédiments environnants, voire les dépassent. On n'a pas trouvé de corrélation entre la teneur en métaux des carapaces et le risque de développer la maladie de la carapace[Quoi ?], qui touche de nombreux homards américains.

## Mesures de conservation
Des mesures de conservation et de gestion halieutique ont été prises au Canada.
Peut-être grâce à la diminution de certains apports de polluants en mer permettant un rééquilibrage des écosystèmes marins, et peut-être aussi à cause de la disparition durable de certains prédateurs ou concurrents dans la chaîne trophique (cabillaud, etc.), un rétablissement significatif de la ressource s'effectue actuellement en Amérique du Nord.
Ainsi, on pêche actuellement 90 000 tonnes de homard par an au Canada, contre 20 000 tonnes dans les années 1980. En ajoutant ceux des États-Unis,, les débarquements totaux de Homarus americanus sont actuellement compris entre 150 000 et 170 000 tonnes chaque année, et ceux de Homarus gammarus seraient proches de 2 000 tonnes.

## Pêche et élevage

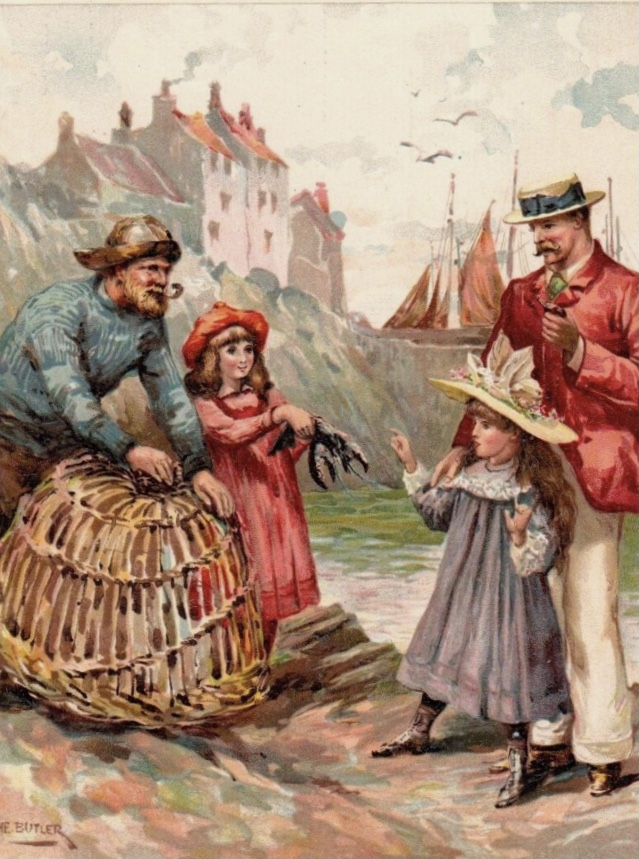
Herbert E. Butler, vers 1890

Cette espèce était déjà appréciée au Moyen Âge et à la Renaissance, et probablement antérieurement (il est décrit par des textes romains de l'antiquité et représenté sur des mosaïques de cette époque). Il a été considéré dans certaines cultures comme encourageant la virilité et/ou la capacité des femmes à concevoir, mais il n'était pas comme aujourd'hui[Quand ?] considéré comme un plat de luxe.

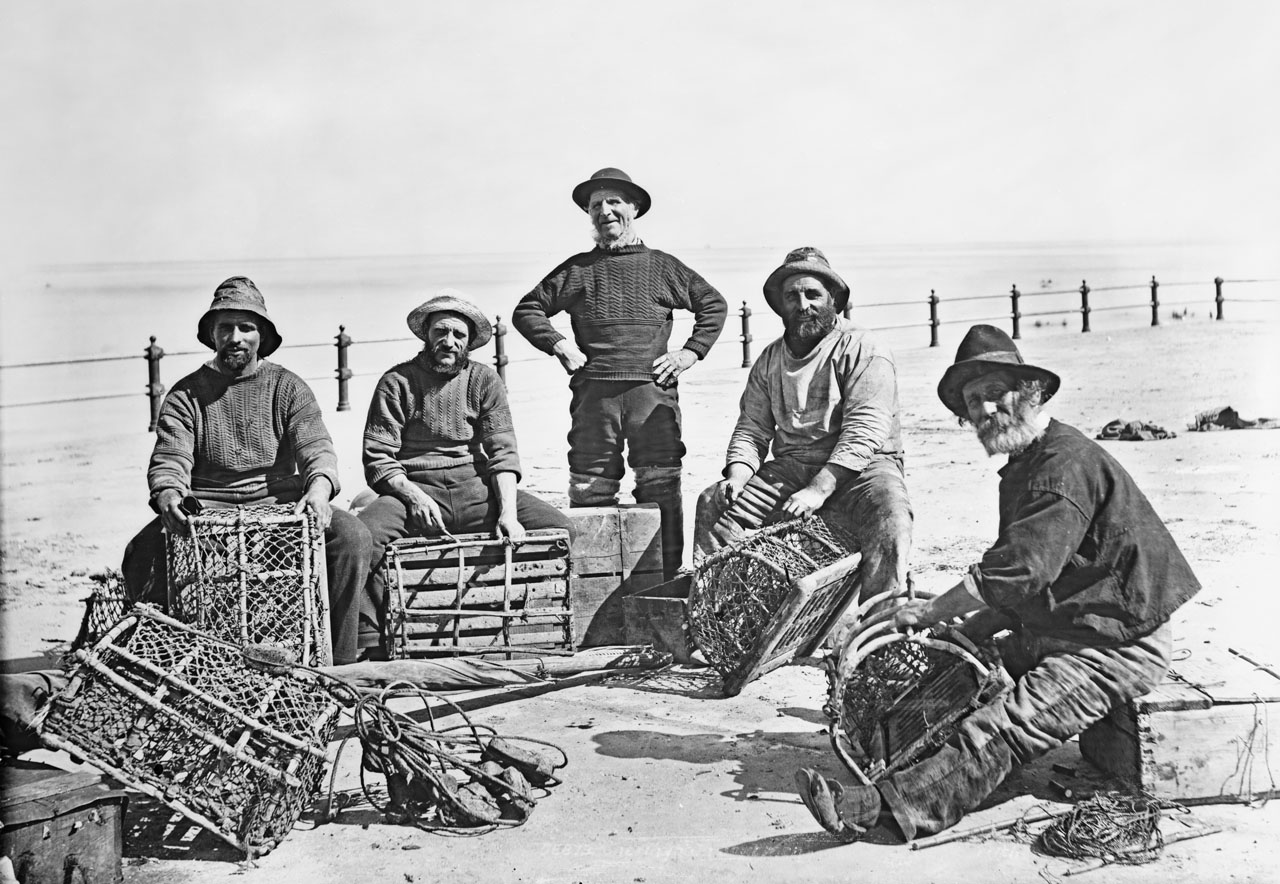
Pêcheurs avec des paniers à homards de Sheringham en Angleterre(1903). Photographie conservée au National Maritime Museum de Londres.

Parce qu'il se déplace généralement sur des fonds rocheux, le homard est plus facile à capturer à l'aide de paniers à homards (en), manipulés à partir de caseyeurs. Les chalutiers en prennent parfois sur les fonds sableux, lorsqu'il effectue des migrations. On peut aussi le pêcher à pied lors des grandes marées. En pêche sous-marine, laquelle se pratique en apnée, sa capture est autorisée en France à la main uniquement, ce qui exclut de le harponner de quelque manière que ce soit.
Depuis 1998, la taille minimum de pêche en France est de 87 mm (longueur du céphalothorax), ce qui correspond à un animal d'environ 5 ans. Au Canada, la taille minimum dépend de la zone de pêche mais elle est en général de 81 mm. Aux îles de la Madeleine, la taille légale pour la pêche commerciale est de 83 mm entre l’orbite de l’œil et le céphalo-thorax soit en suivant ligne médiane parallèle au corps du homard. Aux États-Unis, la taille minimum pour un homard vivant est de 82 mm soit un poids proche d'une livre (453 grammes).

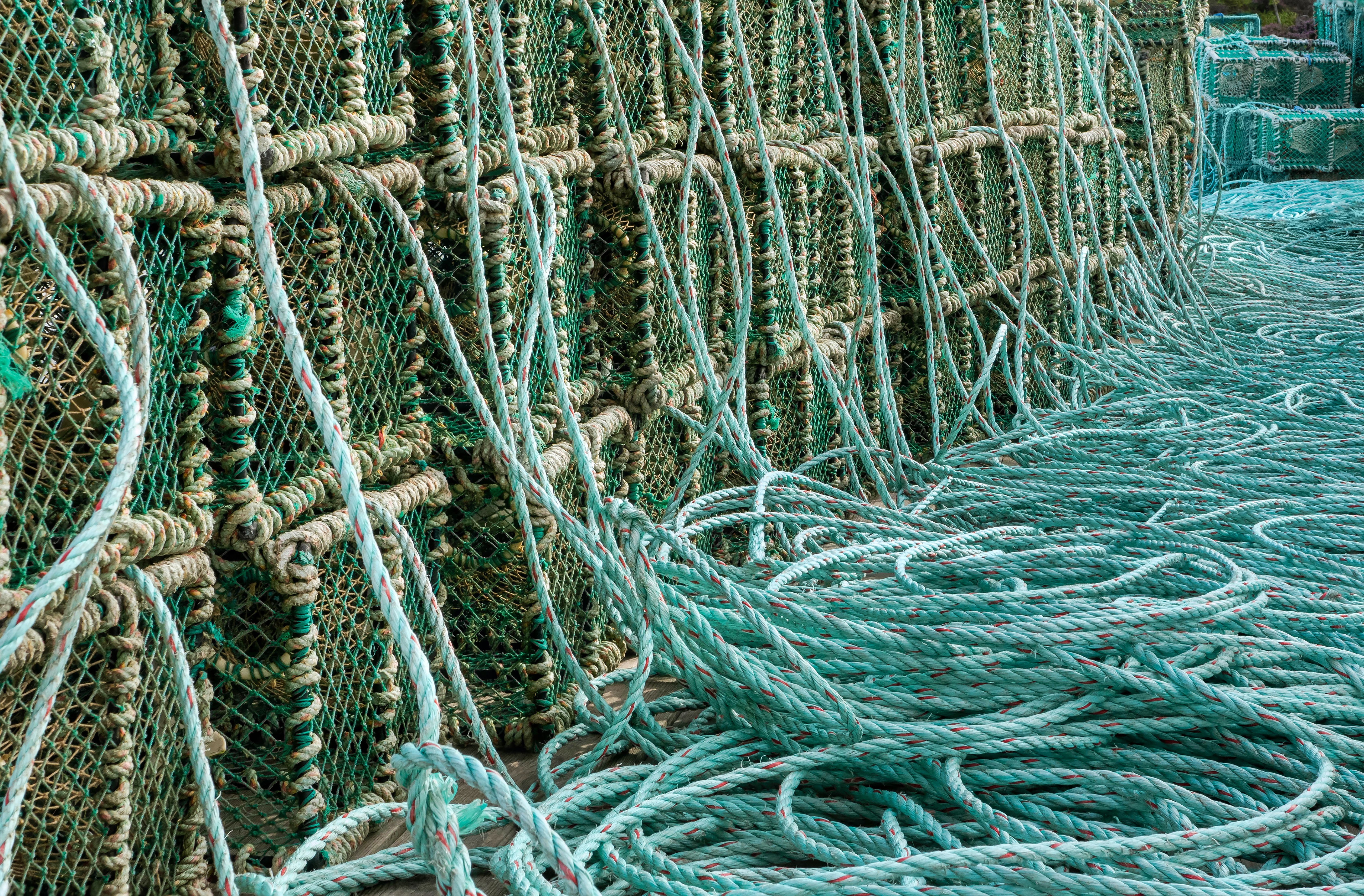
Pièges à homard empilés sur un quai de Lysekil en Suède.

Le Canada a fait une véritable industrie de la variété dite « canadienne ». Shédiac (Nouveau-Brunswick) se présente comme la capitale mondiale du homard. La Nouvelle-Écosse est la province où l'on pêche le plus de homards et qui expédie le plus de homards vivants, le Nouveau-Brunswick et l'Île-du-Prince-Édouard sont d'importants producteurs, en particulier de homards congelés. Au Québec, le port de Grande-Entrée aux îles de la Madeleine est le plus grand port de pêcheurs de homard de la province avec plus de 115 embarcations. Les îles de la Madeleine représentent à elles seules plus de 70 % des débarquements de homards au Québec. C'est le produit de la mer que le Canada exporte le plus en valeur. Relativement moins cher que la variété européenne, il est en concurrence avec les autres crustacés.

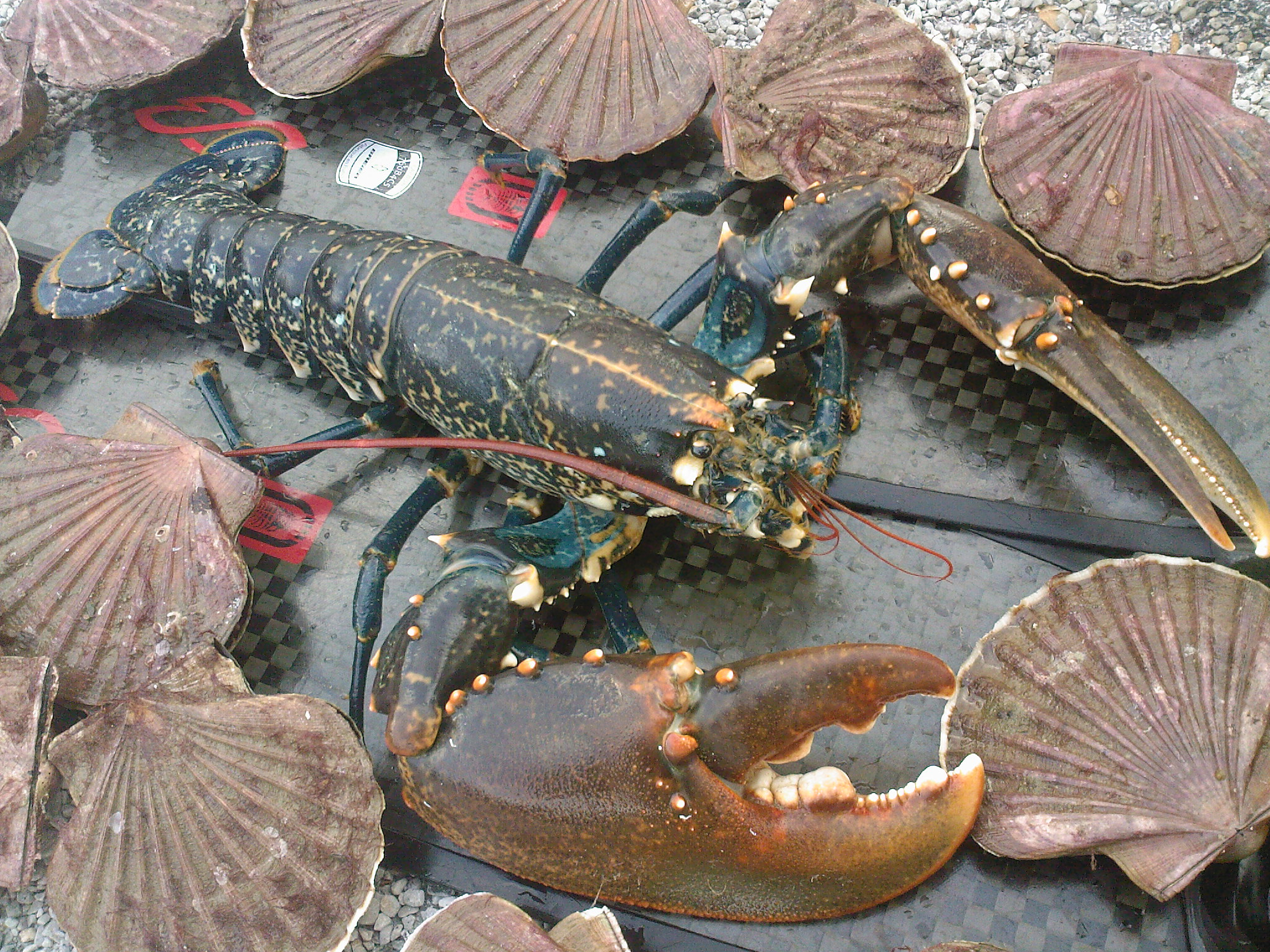

Au Canada, l'état de la ressource en homards s'améliore depuis 20 ans grâce aux mesures de conservation : limitation de l'effort de pêche par des licences individuelles accordées aux pêcheurs et correspondant à un nombre déterminé de casiers (ou trappes), périodes de pêche fixes, rejet obligatoire des femelles portant des œufs, tailles minimum en progression dans certaines zones de pêche, et en option et suivant la zone de pêche, le marquage des femelles qui ne peuvent alors être repêchées, rejet des gros homards femelles, installation obligatoire de fenêtres d'échappement dans les casiers, convention de non-pêche le dimanche. Cependant, on estime qu'on peut encore l'améliorer dans certaines zones de pêche.
Ainsi les Madelinots (zone 22) ont appliqué, sur la période 2006-2010, un plan de conservation de la ressource consistant notamment à diminuer marginalement (3) leur nombre de casiers durant cette période. Un plan de soutien fédéral à l'industrie a été décidé en 2009, qui comprend en particulier le soutien à des rachats de licences qui sont ensuite annulées.

La pêche est essentiellement « côtière ». Les bateaux partent du port vers 4 h du matin pour revenir avant la nuit. La zone de dépose des casiers change en fonction du réchauffement progressif de l'eau afin de suivre la migration des homards. La pêche côtière n'est pas soumise à des quotas mais à une limitation de l'effort de pêche. Une petite pêche hauturière sous quota a aussi été concédée à une compagnie privée, qui a acquis en 2010 la certification environnementale MSC.
Une recolonisation a été expérimentée, avec succès dans un milieu constitué de récifs artificiels offrant un habitat de substitution ou supplémentaire au homard.
Le homard bleu européen

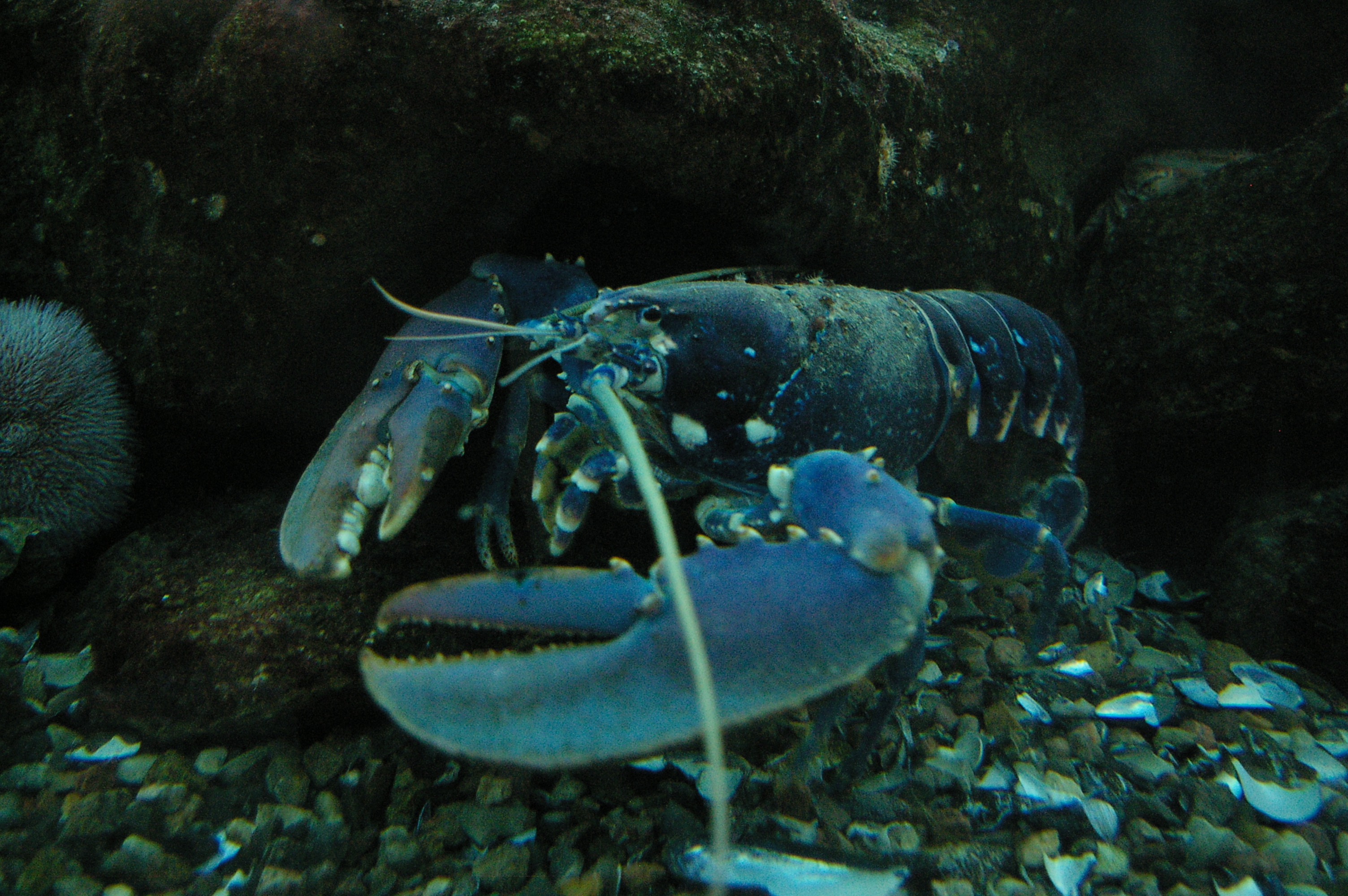
Homard bleu européen.

Davantage apprécié en gastronomie que le homard de l'Atlantique ouest dont la carapace est plus sombre, le homard bleu européen, dit aussi homard breton, a recolonisé depuis dix ans les côtes du nord de la Manche en concomitance avec les phoques qui se nourrissent de poissons mais ne peuvent croquer les crustacés adultes (les phoques avaient disparu de ces rivages jusqu'en 1999).
Cet afflux de homards dans les filets et les casiers des artisans pêcheurs provoque une baisse du cours du homard bleu[réf. nécessaire] qui se négocie autour de quinze euro le kilo chez les mareyeurs de Boulogne-sur-Mer et moins si le crustacé est « épatté » (s'il lui manque une pince).
On commence aussi à pêcher dans la Manche des homards de la même coloration marron et rouge que les homards dit « Canadiens ».[réf. souhaitée]
Les méthodes d'élevage, bien que maîtrisées (expérimentées en France, Espagne, Norvège et au Canada) ne sont pas rentables, du fait de la durée de croissance nécessaire pour obtenir un animal de taille commerciale. Des « fermes » expérimentales — en Norvège et au Canada — cherchent à accélérer sa vitesse de croissance et travaillent également au repeuplement (élevage conservatoire) ou à des réintroductions locales. Dans ces deux derniers cas, le homard est élevé jusqu'au stade 4 au minimum, âge à partir duquel il vit sur le fond et peut être réintroduit dans le milieu naturel. Le taux de survie dans ces élevages (10 à 20 % environ) est très supérieur au taux dans la nature. L'élevage industriel jusqu'à une taille commerciale n'est pas possible en pratique en raison d'un cannibalisme qui se développe entre homards.

## Perception de la douleur
Selon Robert Elwood, professeur émérite à l'École des sciences biologiques de l'université Queen's de Belfast, les recherches tendent à démontrer que les homards et autres crustacés sont capables de percevoir la souffrance. Selon Maisie Tomlinson, directrice de la campagne Crustacean Compassion, il est estimé que certains crustacés, comme le crabe par exemple, mettent jusqu'à trois minutes pour perdre conscience lorsqu'ils sont plongés dans l'eau bouillante d'un court-bouillon.
La Suisse a légiféré sur la cuisson et le transport des décapodes, tel que les homards. Le Conseil fédéral a adapté en 2018, l’ordonnance sur la protection des animaux et l’ordonnance concernant l’abattage d’animaux, dans le but d'améliorer la manière de traiter les animaux. Depuis mars 2018, les homards doivent être étourdis avant la mise à mort. La pratique consistant à plonger les homards vivants dans de l’eau bouillante, courante dans la restauration, n’est plus admise. Il est également interdit de les transporter vivants sur de la glace ou dans de l’eau glacée. Les espèces aquatiques doivent toujours être détenues dans leur milieu naturel.

## Gastronomie

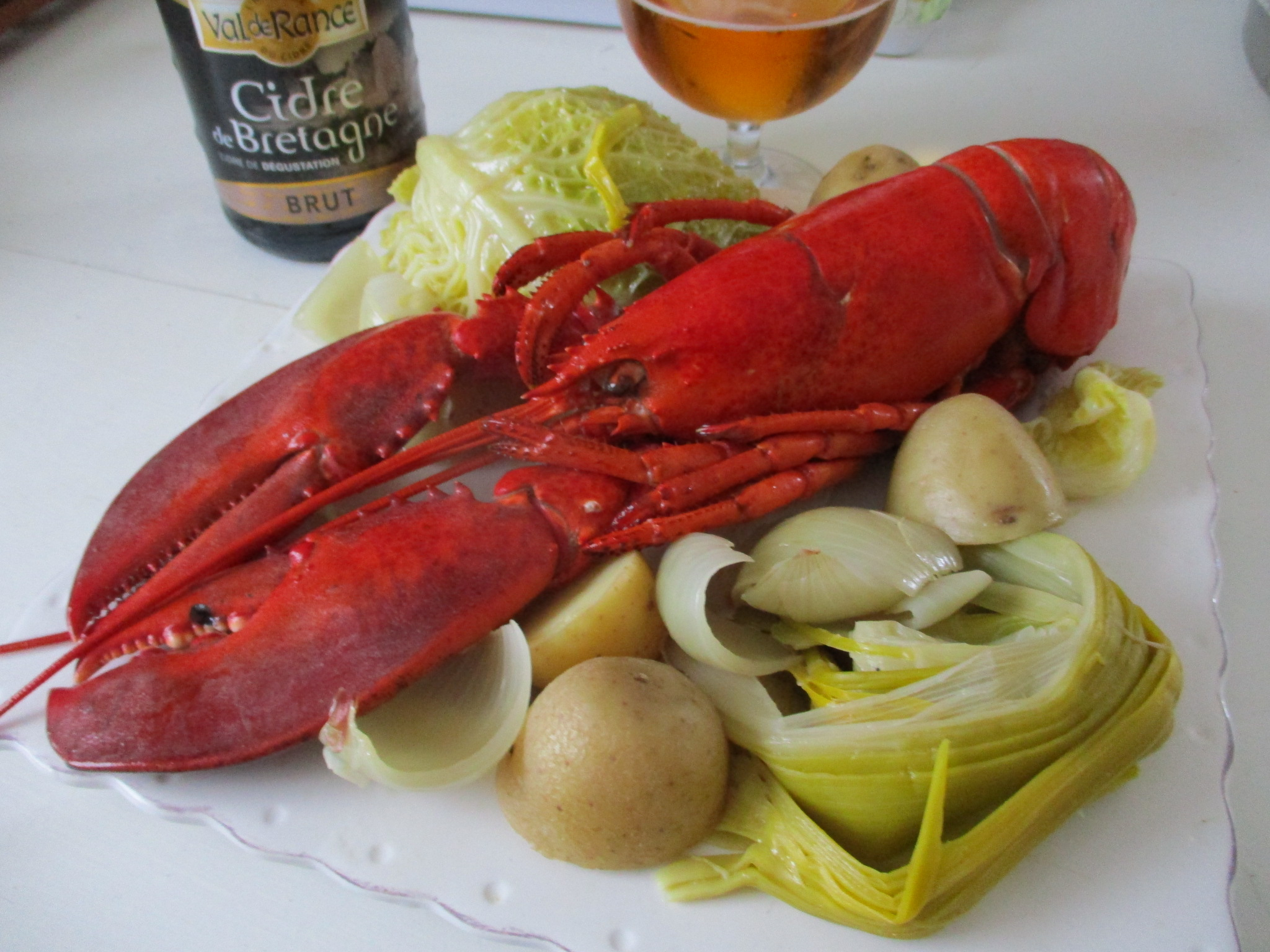
Potée bretonne de la cuisine bretonne (ou demoiselles de Cherbourg de la cuisine normande).

La chair du homard est réputée. Apprécié à titre de spécialités de la mer, fruits de mer et sur plateau de fruits de mer. Il est considéré par certains comme le plus fin des crustacés, devant le crabe et la langouste. Selon les connaisseurs, les deux espèces de homard n'ont pas tout à fait la même saveur.

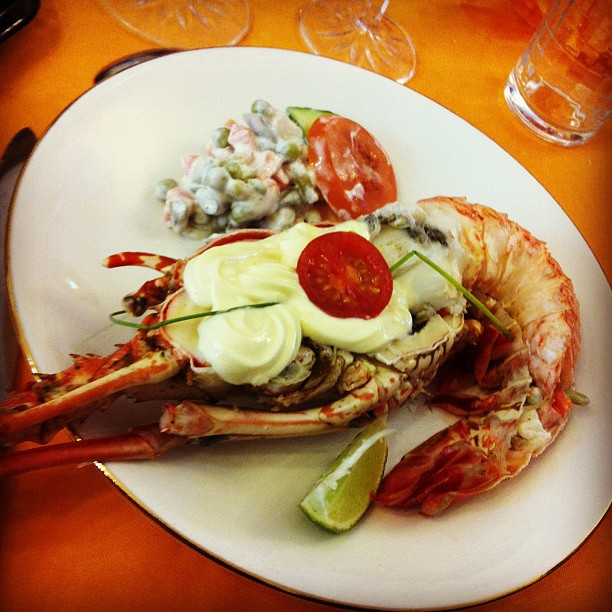
Homard mayonnaise.

Le homard se cuit à la vapeur, dans l'eau (court-bouillon), au four ou sur le gril. Il peut être mangé froid ou en sashimi. S'il a été bouilli, il faut lui percer la tête une fois la cuisson terminée, pour vider le liquide contenu sous sa carapace.
Un homard mort est considéré comme impropre à la consommation et n'a plus de valeur marchande (les pêcheurs le donnent ou le vendent pour quelques euros). Sorti du vivier, l'arthropode replie brusquement sa queue sur son corps (c'est son réflexe de fuite). Il peut être conservé vivant deux jours dans un réfrigérateur. Il ne doit pas être rincé à l'eau du robinet, car cela le tuerait. Les bruits entendus pendant la cuisson ne sont pas les « cris du homard » mais l'expansion des poches de gaz contenus dans sa carapace. Le cuire à la vapeur (15 min en moyenne à la cocotte minute) plutôt que dans l'eau évite que les chairs se ramollissent. Mieux, il peut être cuit au four après l'avoir fendu vivant en deux dans le sens de la longueur (il meurt alors instantanément) avec un couteau à lame courte, pointue et bien rigide, introduite verticalement dans le sillon au milieu de la tête.

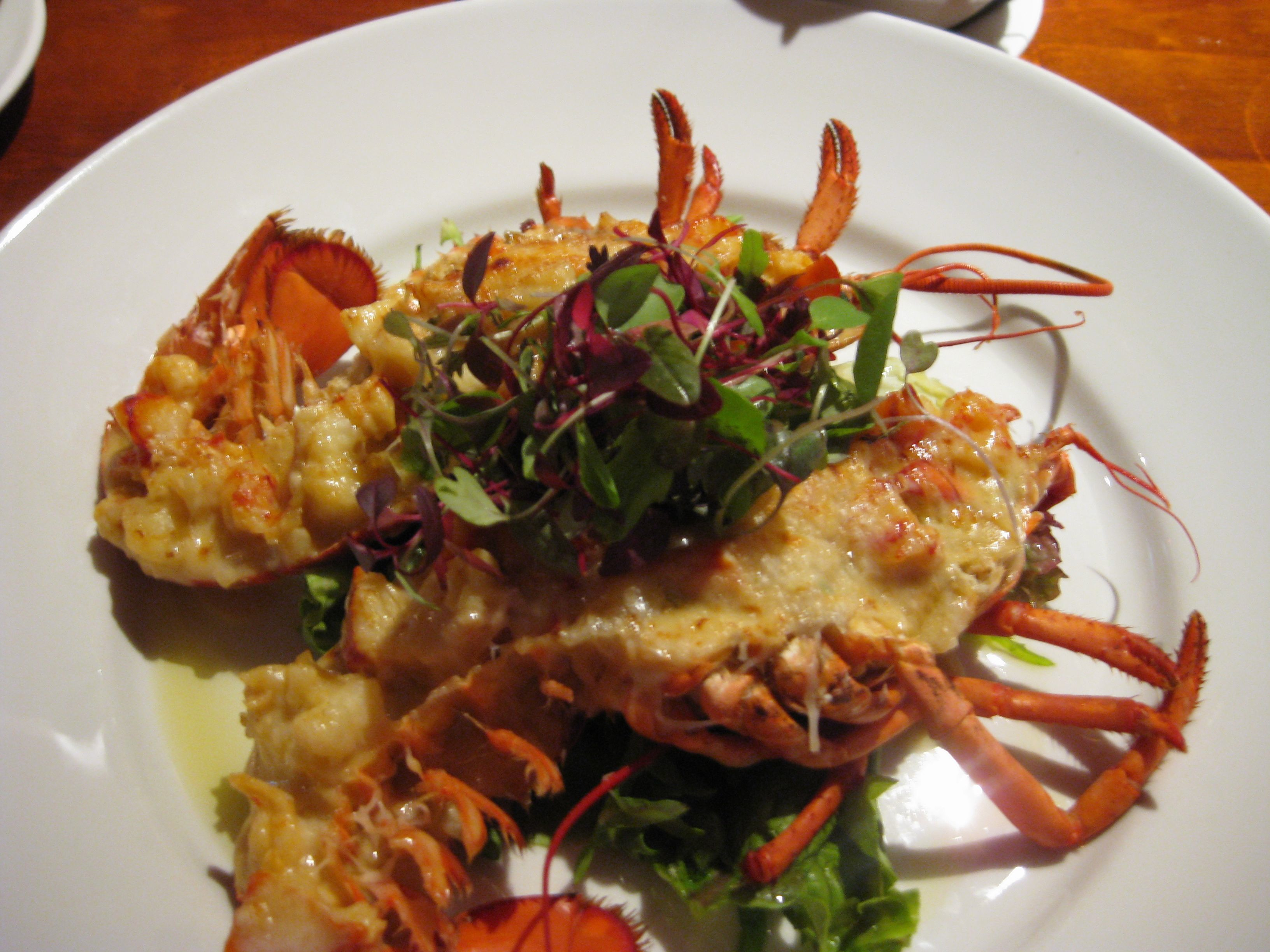
Homard Thermidor.

Les produits surgelés sont une alternative possible, les homards vivants peuvent être cuits puis immédiatement congelés entiers, la chair décortiquée cuite, les queues crues peuvent également être congelées. Un nouveau procédé d'extraction par pression permet d'obtenir la chair décortiquée crue, qui peut ensuite être surgelée également. Certains pensent qu'il ne faut pas décongeler un homard, mais plutôt le plonger dans l'eau bouillante pendant quelques minutes afin d'en préserver toute la saveur.

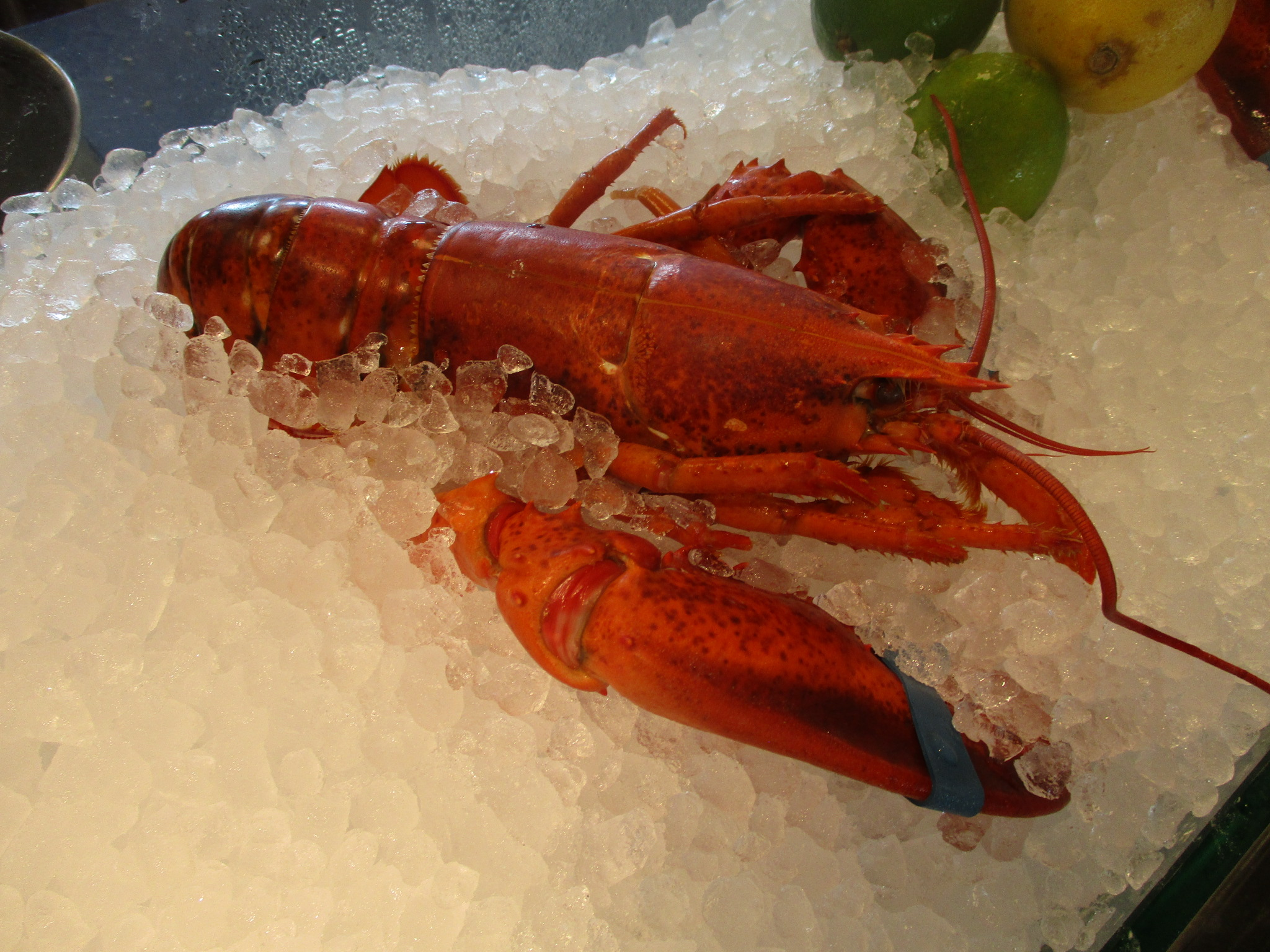

Ce produit de la mer est riche en potassium et en zinc, et c'est sa « queue » (qui est en fait l'abdomen), qui renferme le plus d'éléments nutritifs. Les autres parties comestibles sont les pinces, les pattes, le corail et le foie verdâtre (tomalli ou tomalley). La chair est maigre et savoureuse.
La plupart des amateurs accompagnent le homard de beurre à l'ail, de citron ou de mayonnaise. Il peut être dégusté tel quel, en aspic ou en salade composée, mais aussi en sauce au cidre, au vin, au champagne ou même à l'anis… Sa carapace et le tomalley (en) parfument les bisques, les soupes de poissons, les ragoûts ou les sauces. La recette classique du homard à l'américaine (ou « à l'armoricaine ») créée en 1858 selon certains auteurs, — demande une découpe du homard vivant (ou venant juste d'être tué), puis une cuisson et enfin une liaison à base de tomates et cognac, avec utilisation copieuse d'aromates. Le curry antillais de homard date du début du XIXe siècle la recette anglaise à l'origine connait un succès continu chez les chefs francophones jusqu'à nos jours.

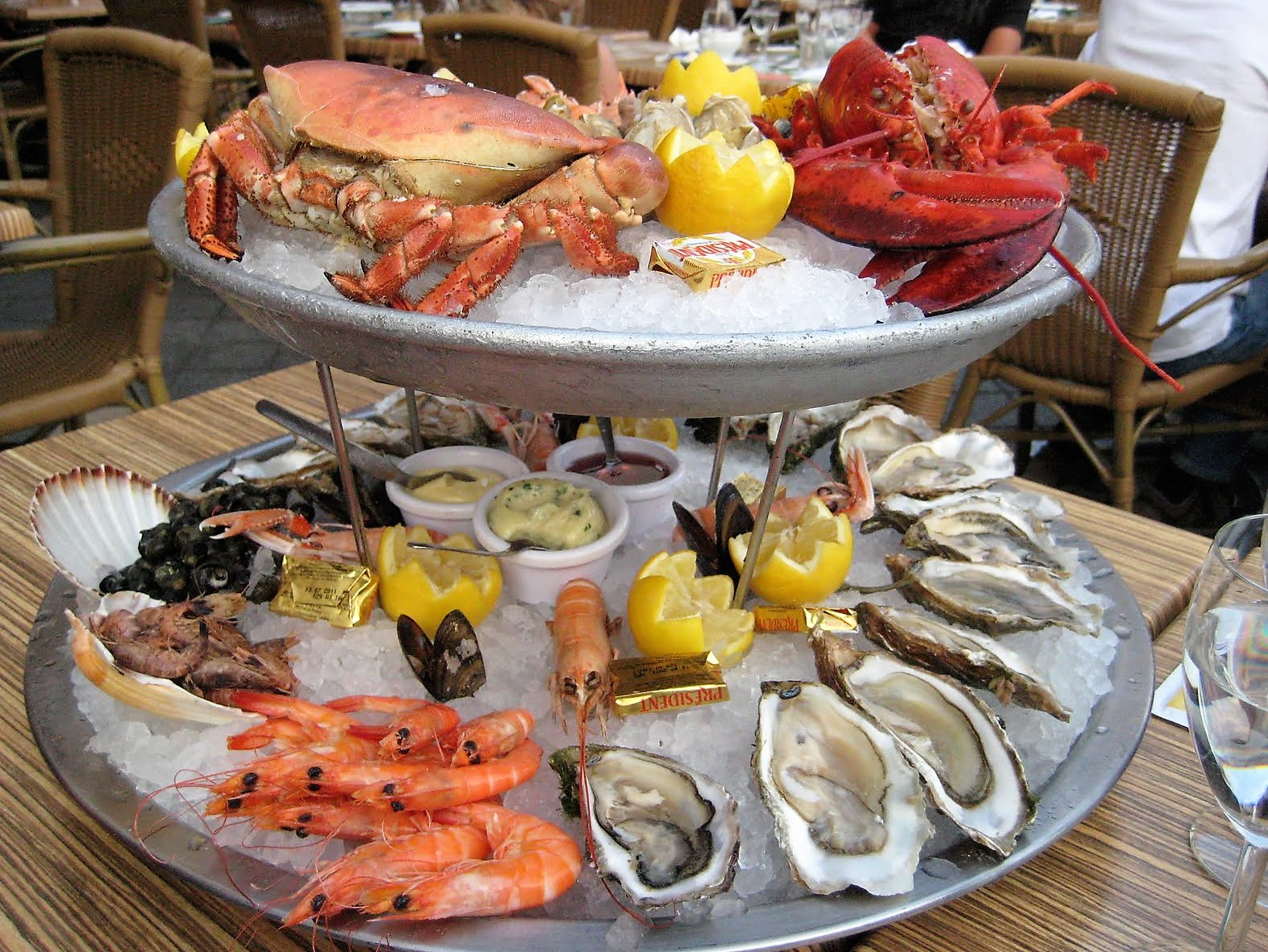
Plateau de fruits de mer
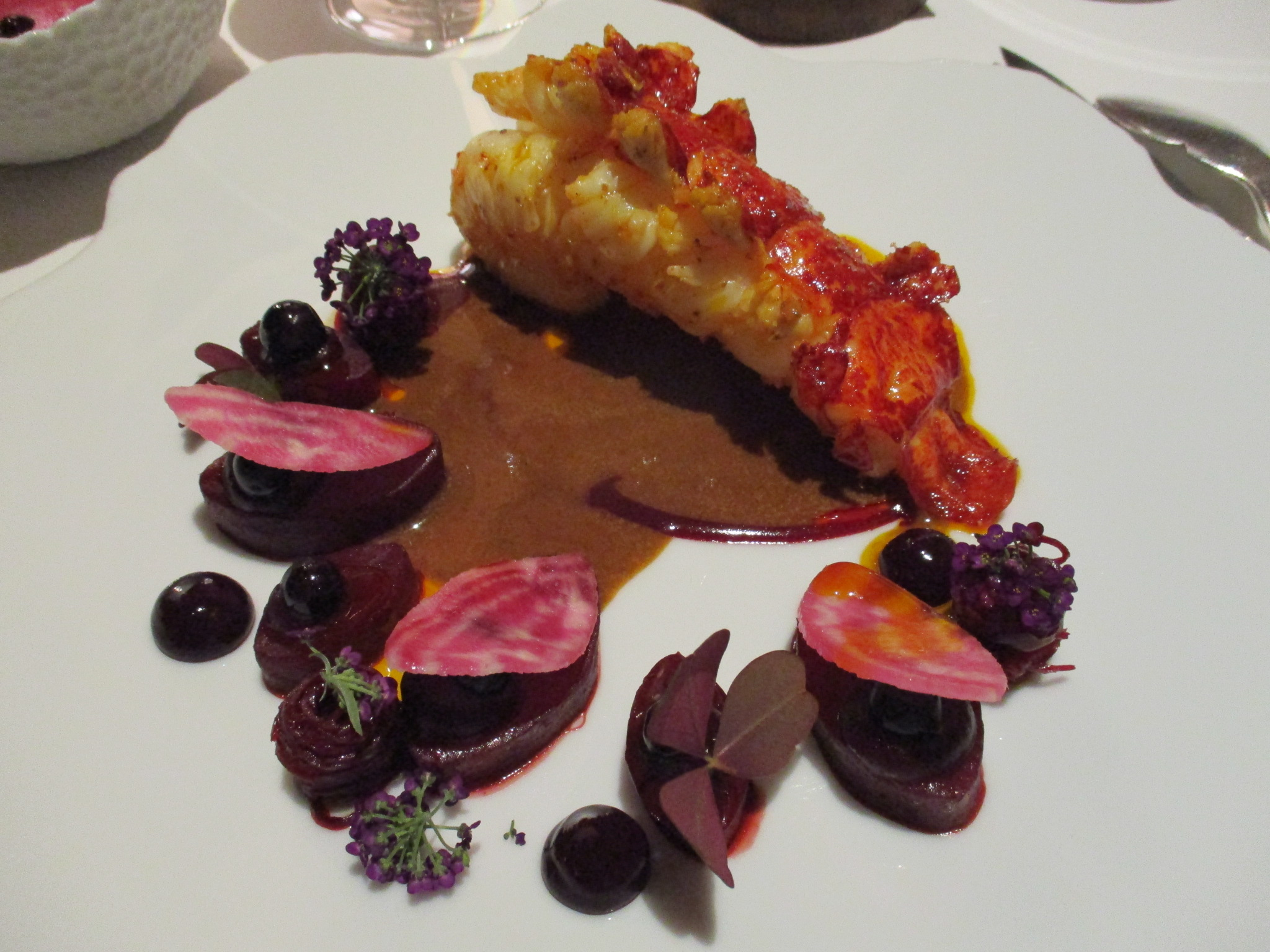
Queue de homard bleu et bisque à la crème de cassis
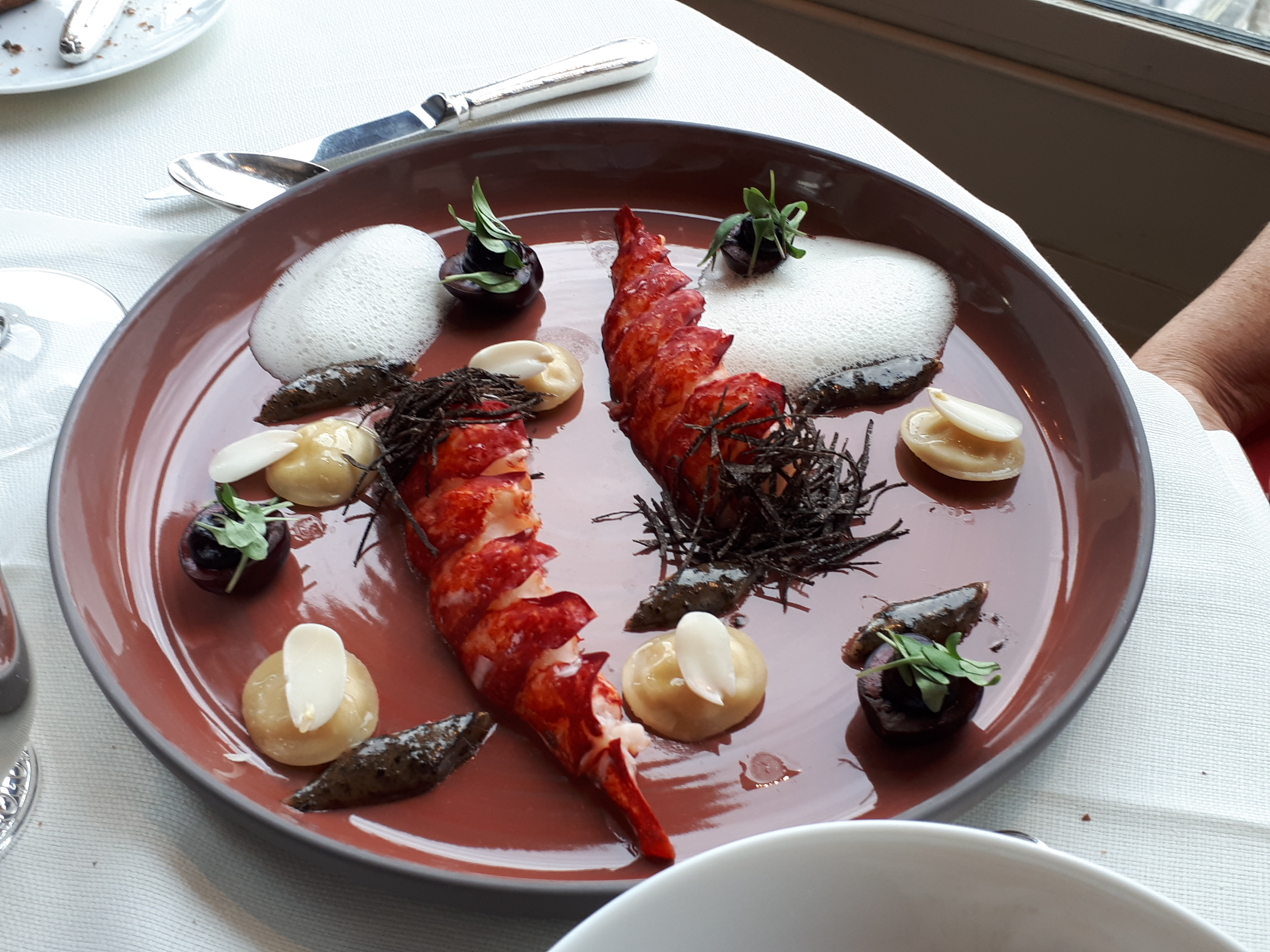
Queue de homard bleu (La Tour d'Argent de Paris).
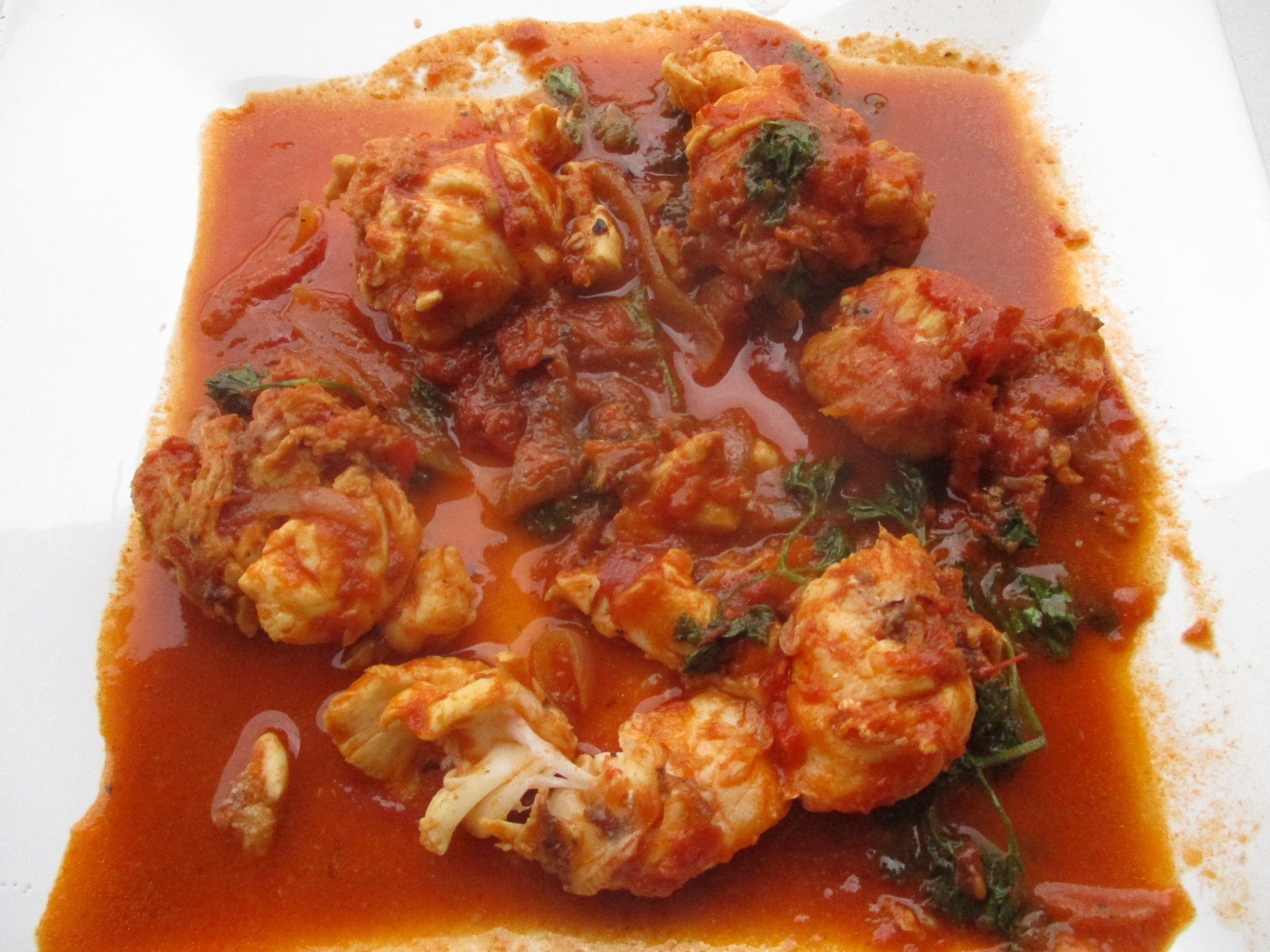
Homard à l'américaine
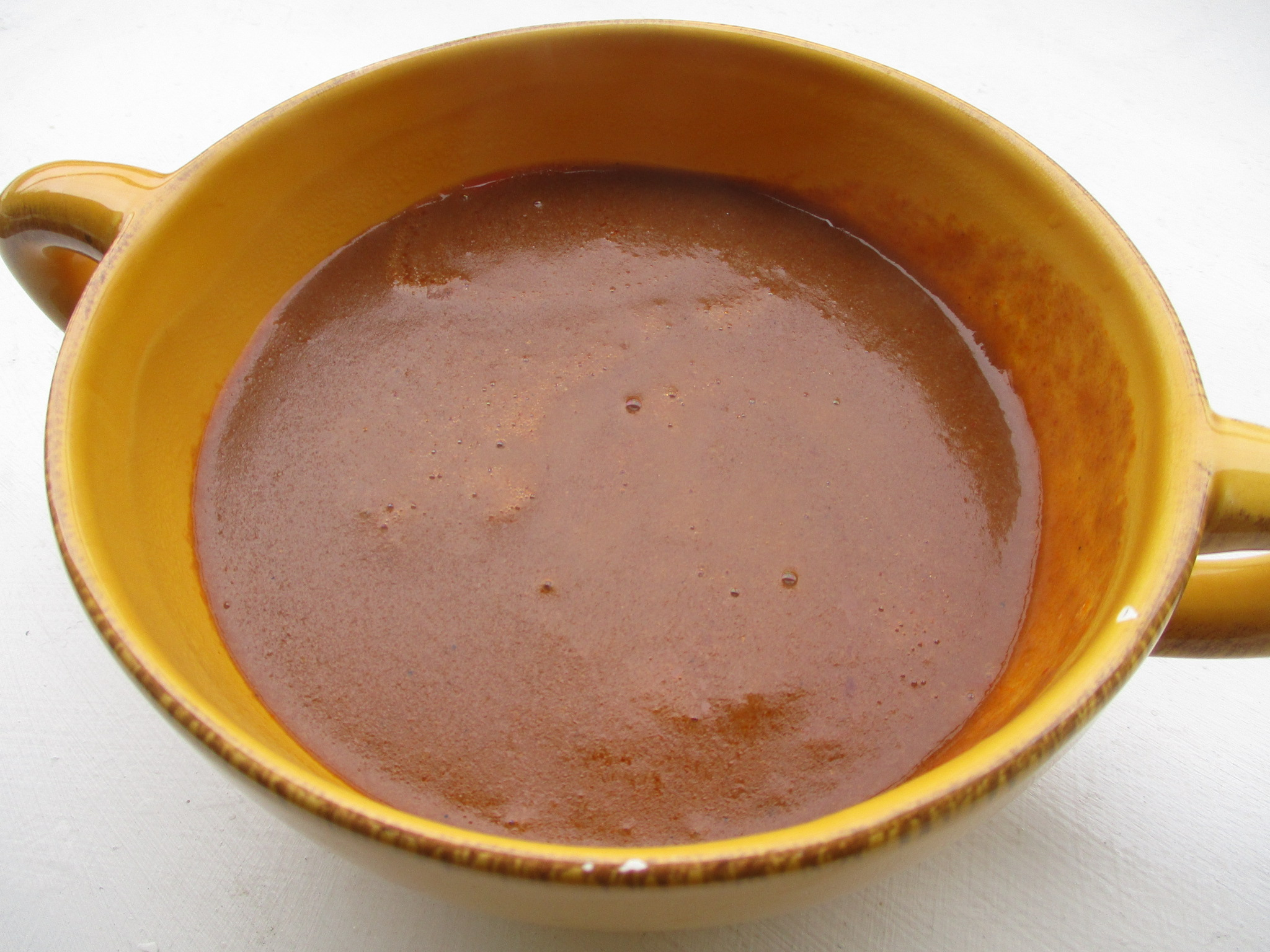
Bisque de homard

## Un prédateur bioaccumulateur de polluants
Le homard est un prédateur vivant sur le fond de la zone côtière. Il peut bioaccumuler et bioconcentrer divers polluants marins, en particulier dans son foie ou hépatopancréas.
Celui-ci, aussi appelé tomalley (en), est souvent considéré comme un ingrédient de choix car il est très aromatique, mais il est fréquemment si pollué que diverses autorités nord-américaines (dont le ministère de la Santé du Maine,) déconseillent de le consommer ; sur le littoral du Maine, il contient, outre des métaux lourds, des organochlorés, dont des polychlorobiphényles (PCB) dépassant souvent les normes de la FDA (Food and Drug Administration), de même pour les homards pêchés dans les ports ou à proximité (Boston, par exemple),.
De plus, le tomalley peut aussi avoir concentré des phycotoxines paralysantes, plus fréquentes dans les zones d'eutrophisation. Ces toxines peuvent provoquer une intoxication alimentaire chez l'homme.
Pour toutes ces raisons, Santé Canada recommande de ne pas consommer plus de l’équivalent de deux tomallis par jour.
La chair du homard ne présente aucun danger et est soumise, pour les teneurs en contaminants classiques (métaux lourds et dioxines/PCBs), aux mêmes limites que tous les produits de la mer.
En sortie d'estuaires provenant de bassins agricoles, la mer est si polluée que se créent des zones marines mortes où les homards comme la plupart des autres grands crustacés — ou même toute vie marine — ont totalement disparu. De ce point de vue, les grands et vieux homards peuvent être considérés comme de bons bioindicateurs.

## Astaxanthine et homards bleus

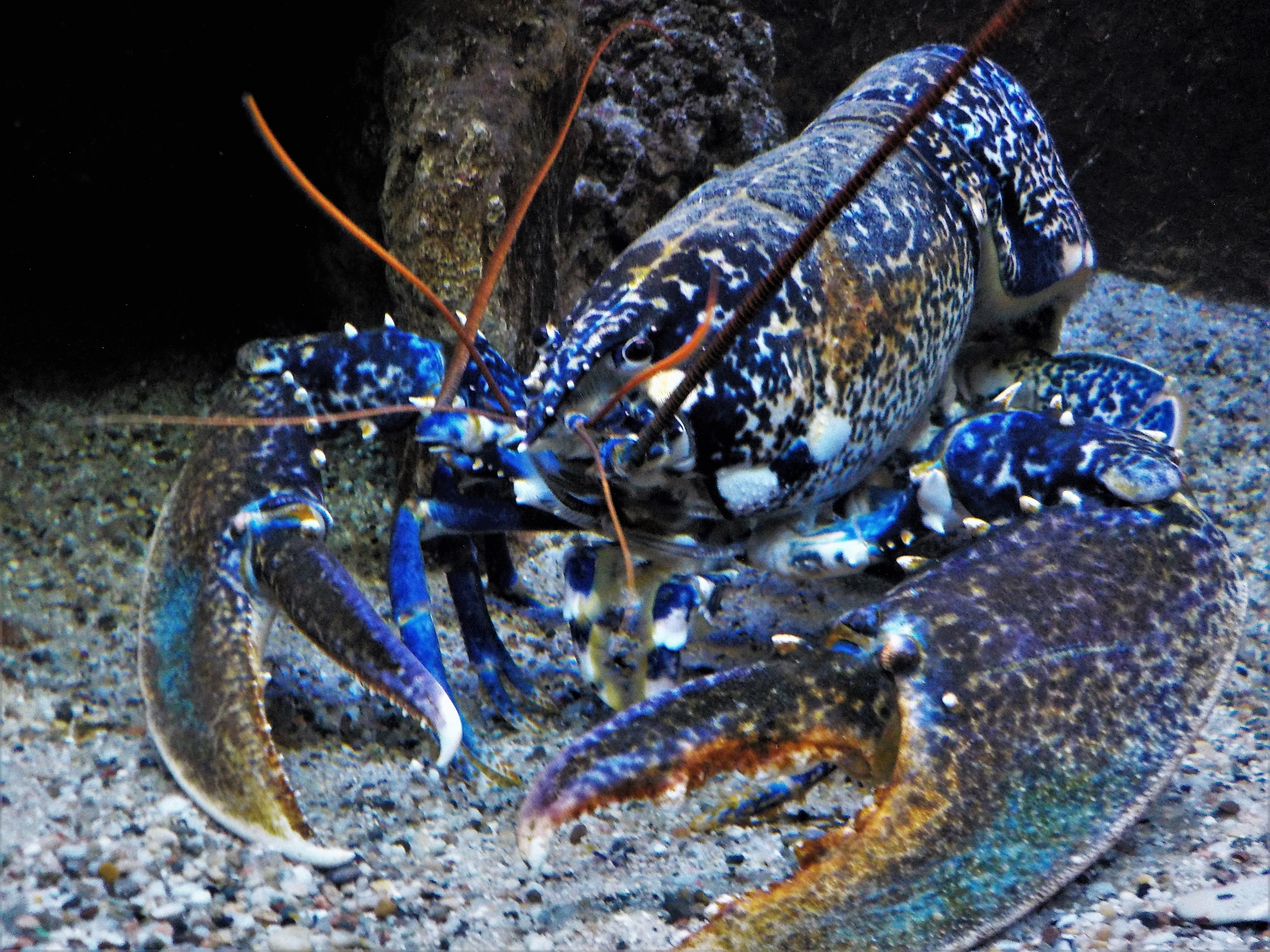
La couleur bleue de ce Homarus gammarus est le fruit d'une mutation génétique très rare.

Les homards ont dans leur corps un pigment appelé astaxanthine. Ce pigment rouge, que l'on trouve aussi dans les oranges, les crevettes ou les flamants roses notamment, est attaché à une protéine, la crustacyanine (en) (la protéine seule est incolore). Les deux molécules, groupées en paires, se croisent pour former un X dont les longueurs d'onde lumineuses « interféreraient », donnant la couleur bleue[pas clair]. Lors de la cuisson, ce lien se défait, ce qui libère l'astaxanthine : le homard passe alors du bleu-gris à une couleur pourpre.
En raison d'une mutation génétique extrêmement rare (de l'ordre de 1 sur 4 millions à 1 sur 2 millions), certains homards arborent une teinte bleu vif.

## Intérêt pour la biomimétique
Comme tous les crustacés la carapace du homard est faite de chitine, une substance qui présente des intérêts en termes de biomimétique et que l'on cherche à imiter (en substitut aux plastiques par exemple).
Une étude récente (2019, parue dans Acta Biomaterialia) a aussi montré que les éléments souples et fins de sa face ventrale sont extrêmement résistants et élastiques (comparable au caoutchouc industriel utilisé pour fabriquer les pneus). Il s'agit d'une forme de chitine composée à environ 90 % d'eau (ce qui la rend particulièrement élastique, agencée en feuillets d'épaisseur microscopique dont l'orientation des fibres varie pour chaque feuillet ; un peu comme dans un contreplaqué).

## Représentations artistiques

### Au cinéma
- 1989 : La Petite Sirène, de Walt Disney Pictures, avec Sébastien le homard.

### Œuvres d'art
Le homard est un thème artistique de nombreuses œuvres d'art et nature morte, avec entre autres la Nature morte au homard d'Eugène Delacroix, peinte en 1827. 

Quelques représentations artistiques
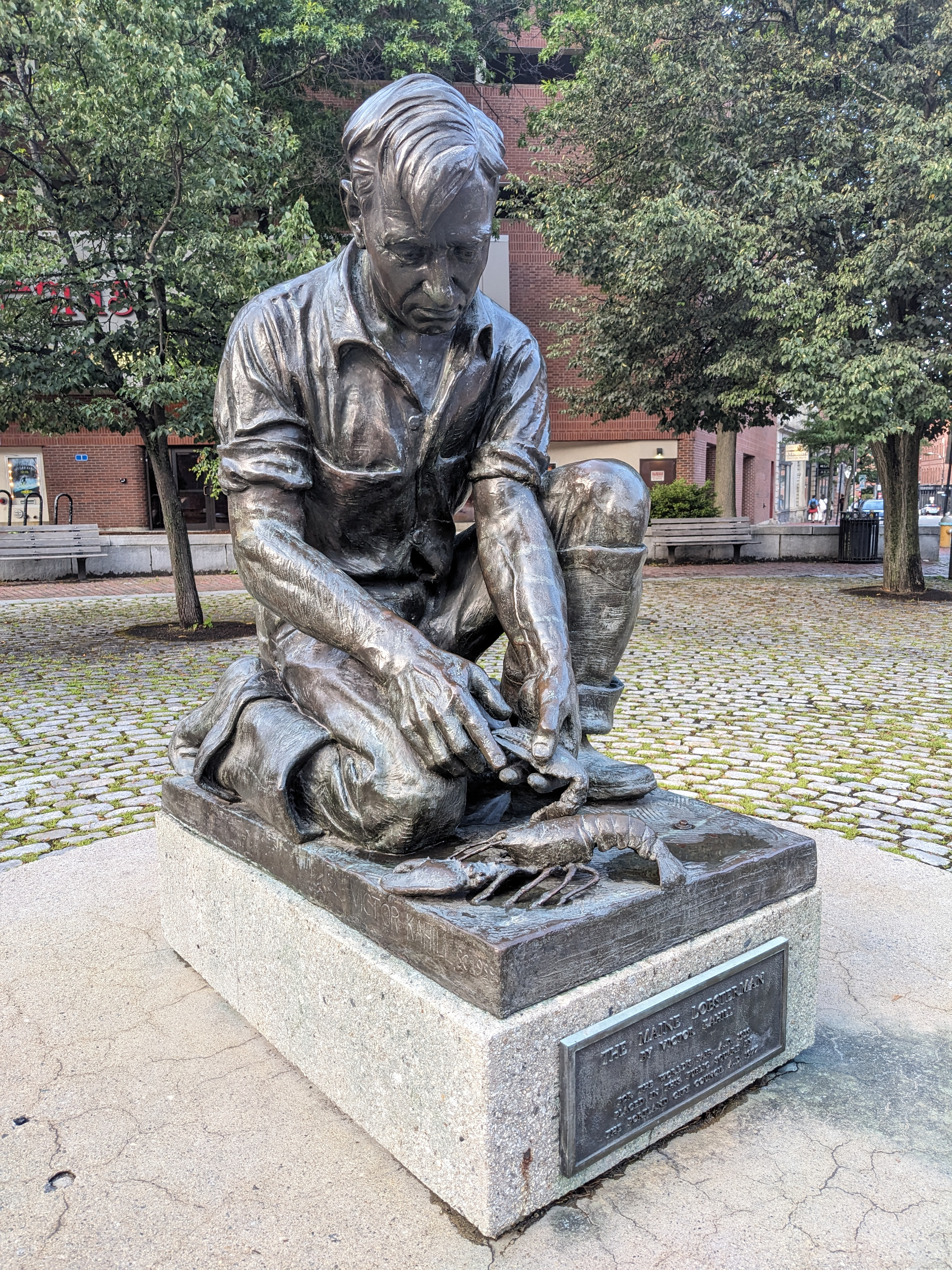
The Maine Lobsterman (en) (1939)
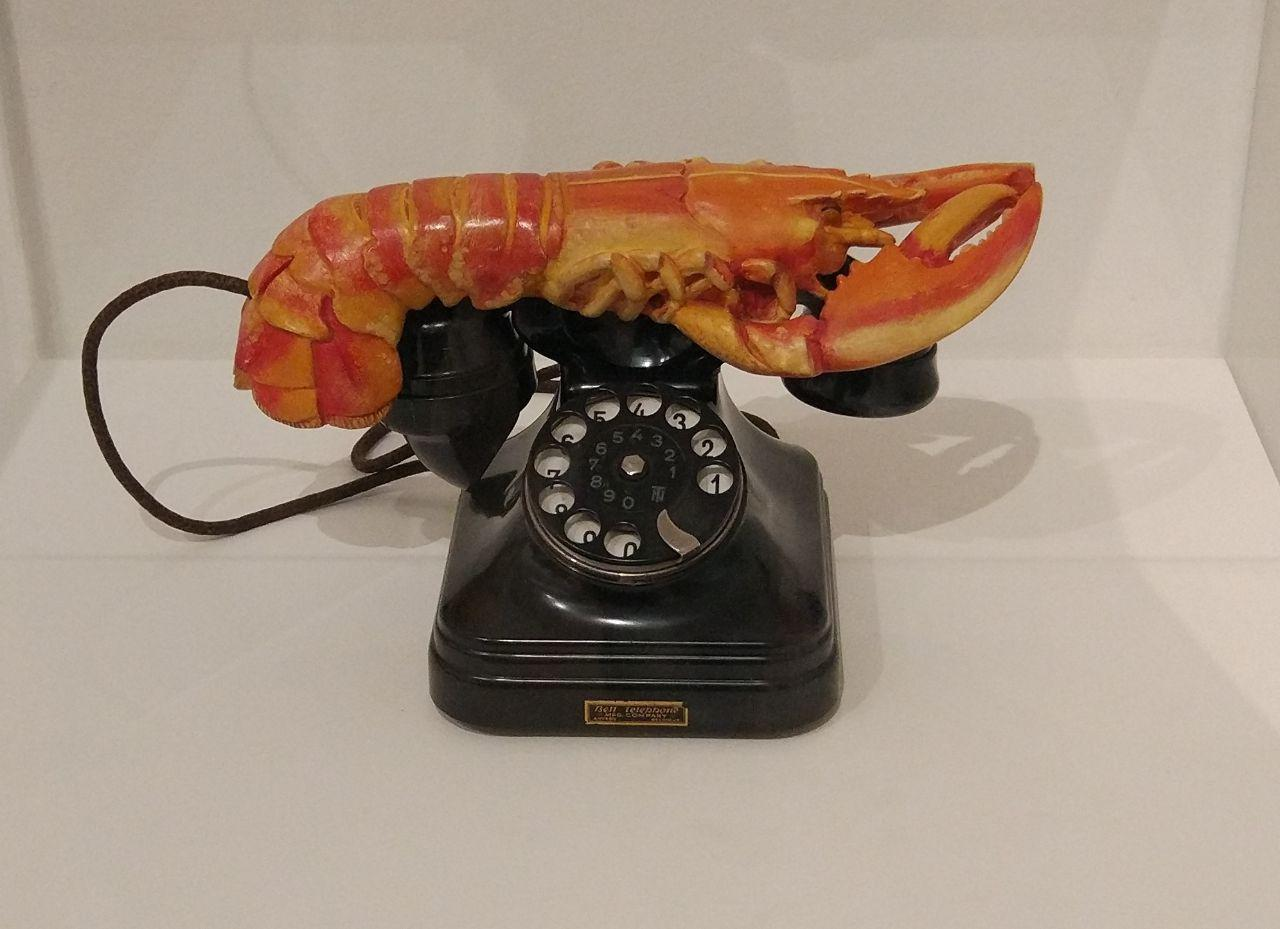
Téléphone-homard, de Salvador Dalí (1936)
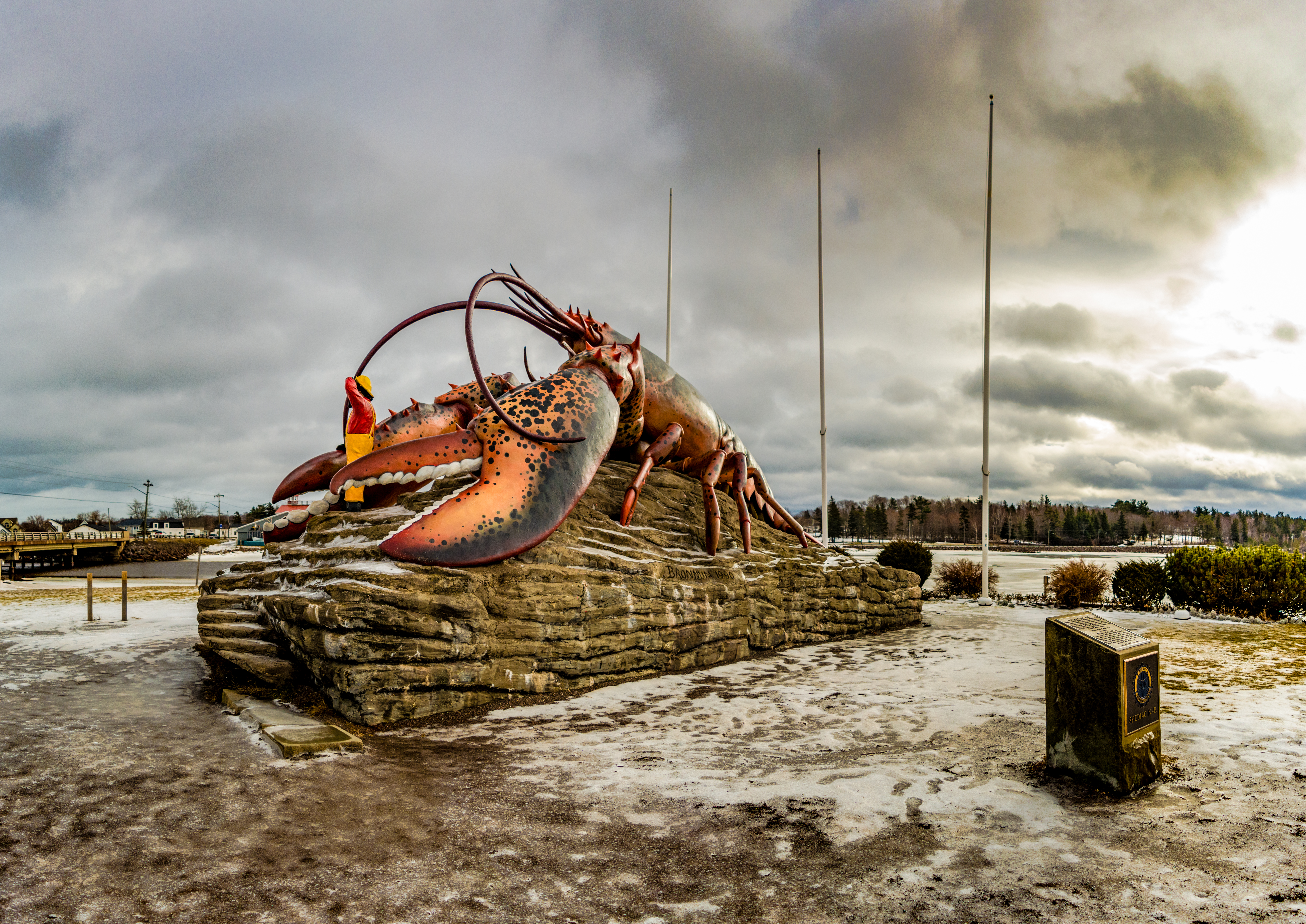
The World's Largest Lobster (en), Nouveau-Brunswick (Canada)
Véhicule publicitaire (Floride)
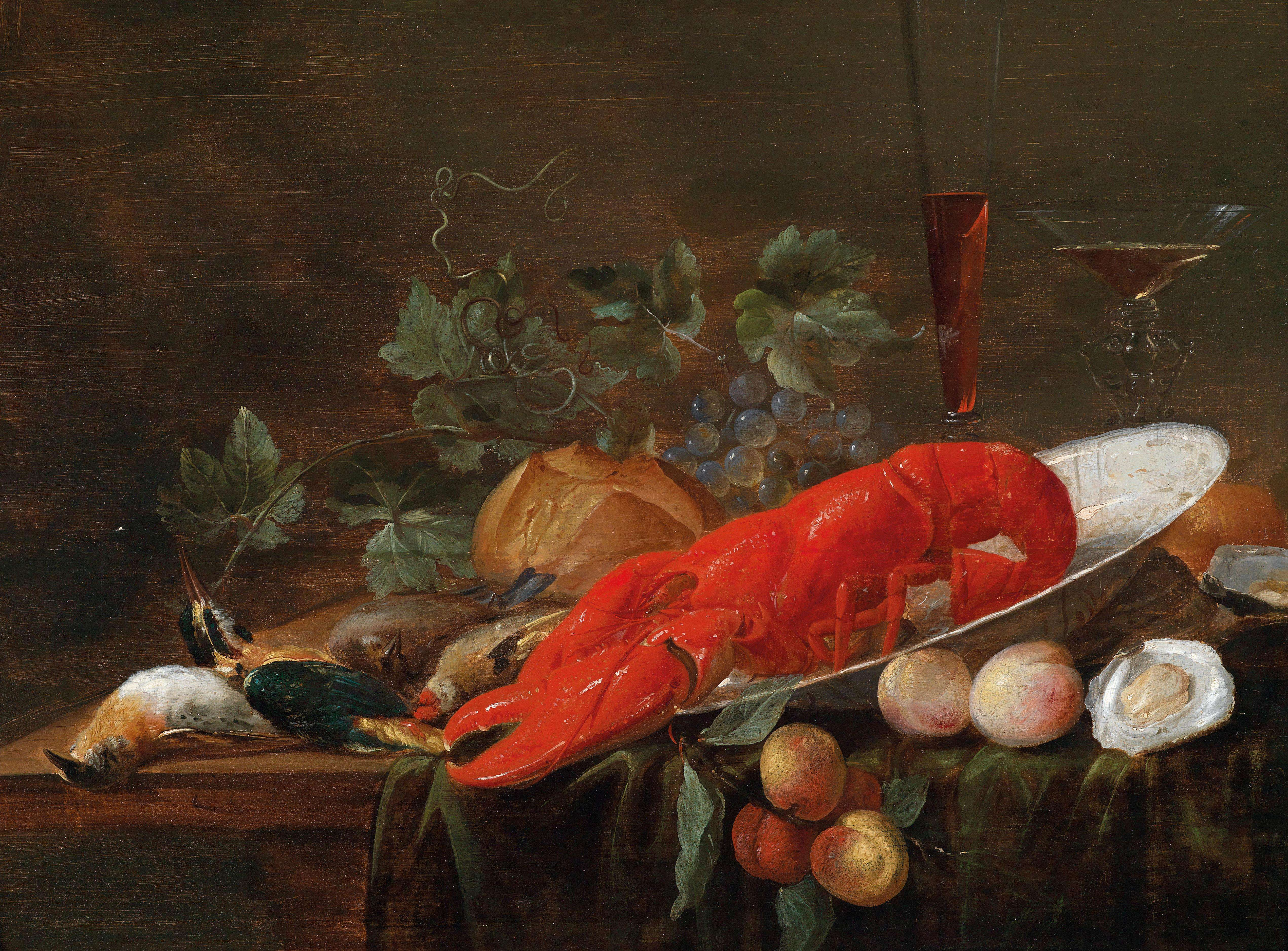
Nature morte, Pieter van Overschie (en)

Salvador Dalí utilise également le thème du homard en particulier pour son célèbre Téléphone-homard en 1936, puis pour la robe homard de 1937. Pablo Picasso en a repris le thème en 1962 dans son tableau Nature morte, chat et homard. Jeff Koons a fabriqué une représentation de homard en 2003 sous le nom de Lobster, œuvre qui a été exposée dans le château de Versailles en 2008.

### Héraldique
De nombreux blasons reprennent le homard, dont  :  
- Les armes de l'île de Sein peuvent se blasonner ainsi : D'azur à un besant d'argent chargé d'une moucheture d'hermine, accompagné de trois homards d'or appointés en pairle.
- Les armes d'Audierne peuvent se blasonner ainsi : D'or à une ancre de marine de sable accostée de deux homards de gueules et accompagnée en pointe d'un merlu d'azur, au chef d'hermine plain.

Quelques balsons
Blason de l'île de Sein.
Blason d'Audierne.